# Carretera Panamericana
La carretera Panamericana, también llamada ruta Panamericana o simplemente Panamericana, es un sistema de carreteras, de aproximadamente 17 848 km de largo, que vincula a casi todos los países del continente americano con un tramo unido de carretera, excepto de momento unos 130 km en la región del Darién entre Colombia y Panamá. Fue concebida en la V Conferencia Internacional de los Estados Americanos en 1923, celebrándose el Primer Congreso Panamericano de Carreteras en Buenos Aires en 1925, al que siguieron los de 1929 y 1939.
La carretera Panamericana no es una única gran obra o megaproyecto al estilo del ferrocarril Transiberiano, sino una multitud de carreteras de diversos países y características conectadas entre sí. No obstante, casi un siglo después de su concepción se encuentra casi completa, y se extiende desde el estado de Alaska (Estados Unidos) en Norteamérica hasta la ciudad de Buenos Aires (Argentina) en Sudamérica, pasando por las ciudades de Ciudad de México (México), Ciudad de Guatemala (Guatemala), San Salvador (El Salvador), Cali (Colombia), Quito (Ecuador), Lima (Perú) y Los Andes (Chile) originalmente. 
También la ruta alcanza las ciudades de Quellón, en la isla Grande de Chiloé (Chile), y de Ushuaia (Argentina), en Sudamérica. El tramo notable que impide que la carretera se conecte completamente es un trayecto de aproximadamente 130 km de selva montañosa dura, ubicado entre el noroeste de Colombia y el extremo este de Panamá, llamado tapón de Darién. La carretera Panamericana se corta entre Yaviza (Panamá), y en Lomas Aisladas (Colombia) se da inicio a la carretera Panamericana en América del Sur.
Existen actualmente dos proyectos en ejecución: transversal de las Américas, y las autopistas de la Montaña, y su principal obra es la construcción de la autovía o doble calzada, como se denomina en Colombia, entre Medellín y Turbo, que posteriormente hará posible el tramo faltante de 87 km de la carretera Panamericana que unirá a América.
Hay oposición a completar la porción de Darién de la carretera por diversas razones, incluyendo el deseo de proteger la selva tropical —puesto que esa zona conforma una reserva de la biosfera, conocida en Colombia como el Chocó biogeográfico—. También, mantener el control de ciertas enfermedades tropicales, proteger la cultura de los pueblos indígenas y evitar cuestiones que van del tráfico de drogas, la trata de personas, y las guerrillas a la propagación de la fiebre aftosa.
La carretera Panamericana pasa por climas y sistemas ecológicos diversos, desde las selvas densas hasta las montañas congeladas. Es poco uniforme, algunos tramos no son transitables durante la estación de lluvias, y en muchas regiones viajar en auto es un riesgo.
Los tramos famosos incluyen la carretera de Alaska y la carretera Interamericana —esta última es la denominación del tramo que va desde Estados Unidos hasta Yaviza, Panamá; parte de este trecho es frecuentemente empleado por los turistas estadounidenses que conducen a México—.

## Ruta

### Norteamérica

#### Alaska

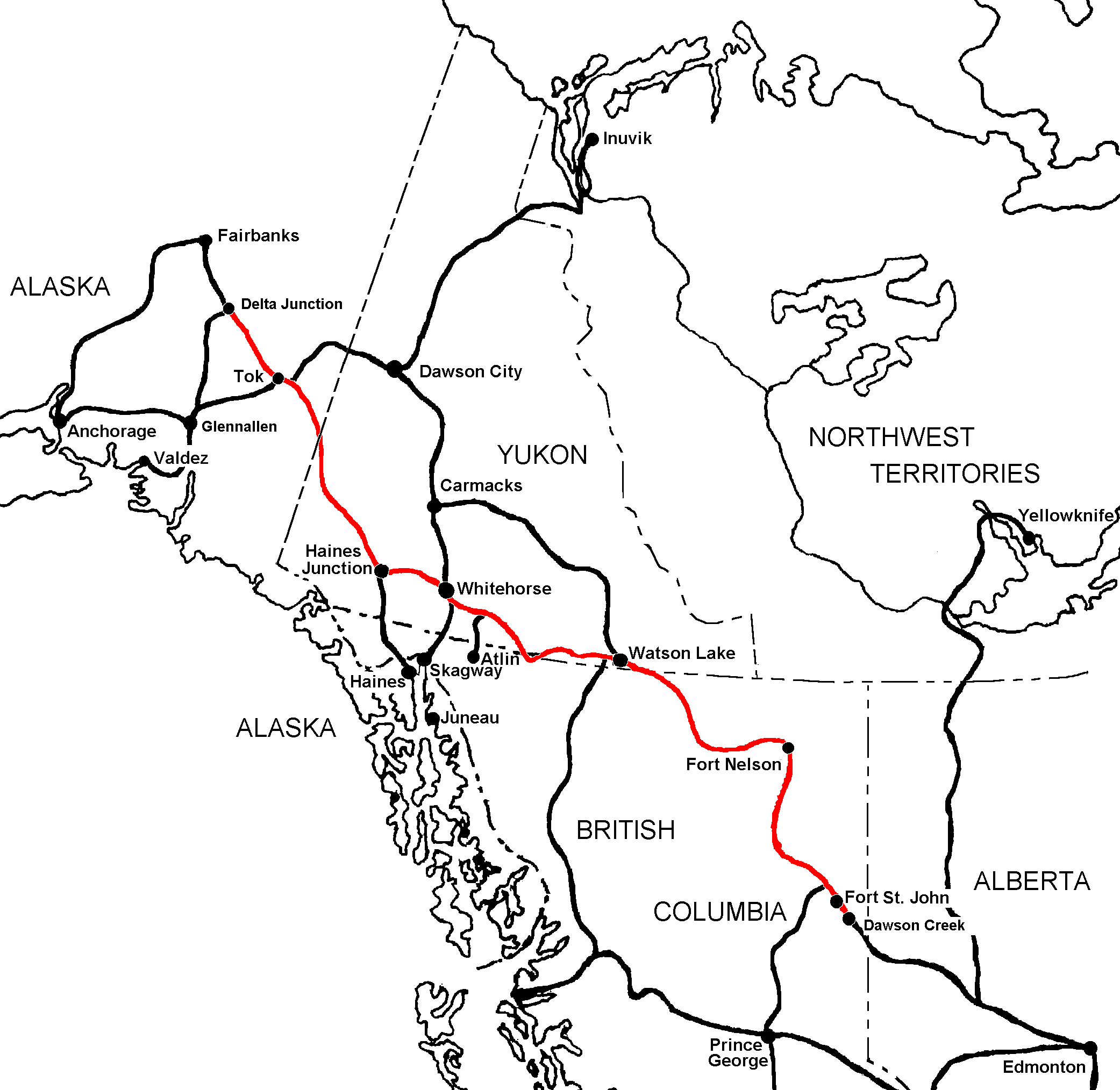
Mapa de la porción de la Autopista de Alaska (en rojo) del Sistema Panamericano.

La Autopista Alaska a través de Alaska, Yukón y Columbia Británica se considera comúnmente una extensión de facto hacia el norte de la Carretera Panamericana, que continúa aún más al norte con la Autopista Dalton en Alaska. Con esta ruta, la Carretera Panamericana comienza en Prudhoe Bay, Alaska, cerca de Deadhorse. Viajando hacia el sur, la ruta sigue toda la extensión de la Autopista Dalton (Ruta 11 de Alaska) cambiando a la Ruta 2 de Alaska, la porción de Alaska de la Carretera de Alaska, cerca de Fairbanks, Alaska. Desde Fairbanks, la ruta sigue la Ruta 2 de Alaska hacia el sureste hasta la frontera Canadá-Estados Unidos al sureste de Northway, Alaska, y adyacente al Refugio Nacional de Vida Silvestre Tetlin.
- Ruta de Alaska 2
- Ruta de Alaska 1
- Autopista Dalton
- Autopista George Parks

#### 

Mapa de la Carretera Panamericana en su paso por Canadá, Estados Unidos, México y América Central.

#### Canadá
- Yukón
- Alberta
- Columbia Británica

#### Estados Unidos
En 1966, la Administración Federal de Carreteras de Estados Unidos designó todo el Sistema de Carreteras Interestatales como parte del Sistema de Carreteras Panamericanas, pero esto no se ha expresado en ninguna de las señales interestatales oficiales. De las muchas autopistas que componen este sistema tan completo, varias se destacan por su orientación principalmente de norte a sur y sus enlaces con la ruta principal de México y sus ramales, así como con rutas clave en Canadá que se conectan con la autopista de Alaska.
- Alaska
- Washington
- Oregón
- Nevada
- Arizona
- Nuevo México
- Texas (El Paso)

#### México

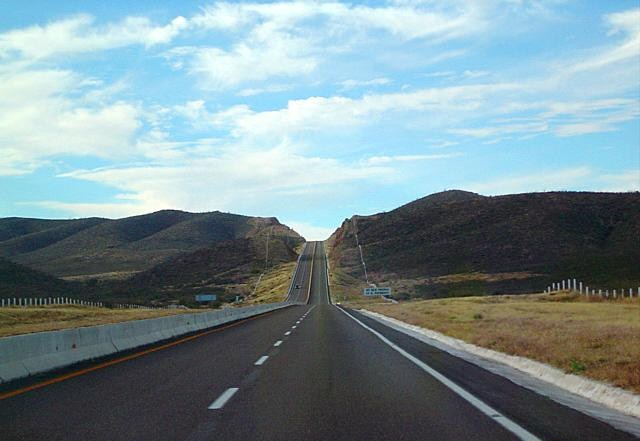
La Carretera Federal México-49, que funciona como parte de la Carretera Panamericana, Torreón, Coahuila.

La ruta oficial de la Carretera Panamericana a través de México (donde se la conoce como Carretera Interamericana) comienza en Nuevo Laredo, Tamaulipas (frente a Laredo, Texas), y va hacia el sur hasta la Ciudad de México a lo largo de la Carretera Federal 85.[cita requerida] Las ramas posteriores se construyeron hasta la frontera de la siguiente manera:
- Espolón de Nogales: Carretera Federal 15 desde la Ciudad de México.
- Espolón de El Paso: la Carretera Federal 45 desde la Carretera Federal 85 al norte de la Ciudad de México hasta Ciudad Juárez, pasando por Chihuahua y cruzando por Torreón.
- Espolón de Eagle Pass: desconocida, posiblemente la Carretera Federal 57 desde la Ciudad de México hasta Piedras Negras, Coahuila.
- Espolón de Pharr: Carretera Federal 40 de Monterrey a Reynosa, Tamaulipas.
- Espolón de Brownsville: Carretera Federal 101 desde Ciudad Victoria a Matamoros, Tamaulipas.

Desde la Ciudad de México hasta la frontera con Guatemala, la carretera sigue la Carretera Federal 190.
Carretera Federal 45
- Chihuahua
- Nuevo León
- Durango
- Coahuila
- Zacatecas
- Aguascalientes
- Jalisco
- Guanajuato
- Querétaro
- Hidalgo
- México

Autopista Arco Norte (desde 2009)
- Puebla
- Oaxaca
- Chiapas

### Centroamérica
La Carretera Panamericana en Centroamérica es la sección de la Carretera Panamericana, también conocida como CA-01 que atraviesa el istmo centroamericano, conectando los países de Guatemala, El Salvador, Honduras, Nicaragua, Costa Rica y Panamá. Con una extensión de más de 2 460 km, forma parte del corredor que une Alaska (Estados Unidos) con Argentina, y es esencial para el comercio, el turismo y la integración regional. 
A lo largo de su recorrido recibe distintas designaciones nacionales, como la CA-1 en Guatemala y El Salvador, la NIC-1 en Nicaragua y la Ruta 1 en Costa Rica. En cada país su trazado varía entre carreteras de dos y cuatro carriles, adaptándose a zonas urbanas, montañosas, agrícolas y costeras.
Según el Consejo Sectorial de Ministros de Transporte de Centroamérica (COMITRAN), el tramo Panamericano que conecta El Amatillo (frontera Honduras–El Salvador) con La Mesilla (frontera Guatemala–México) abarca aproximadamente 793 km, consolidándose como uno de los ejes logísticos más relevantes de la región.

#### Guatemala

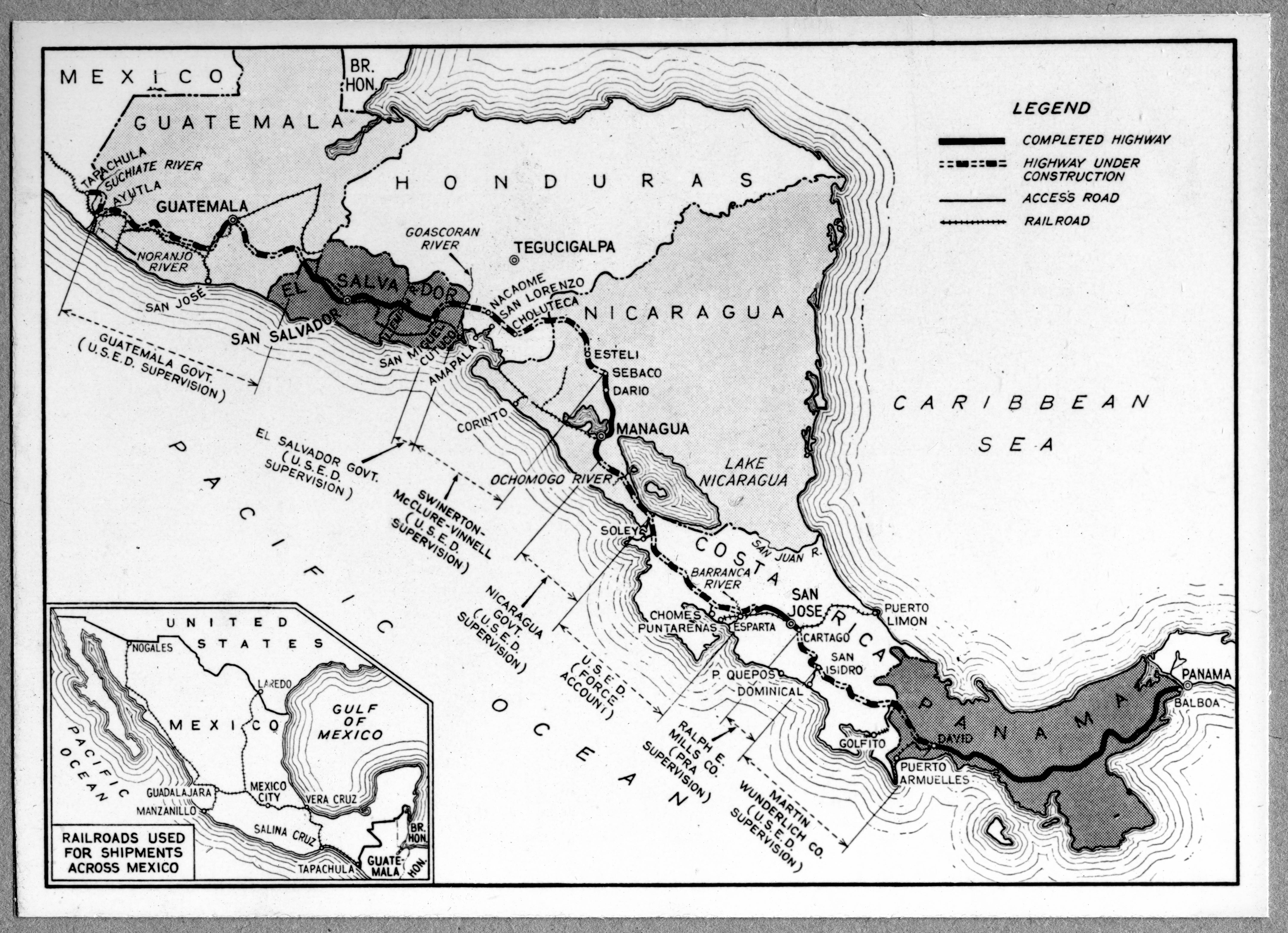
Mapa de la porción de la Carretera Panamericana en Centroamérica.

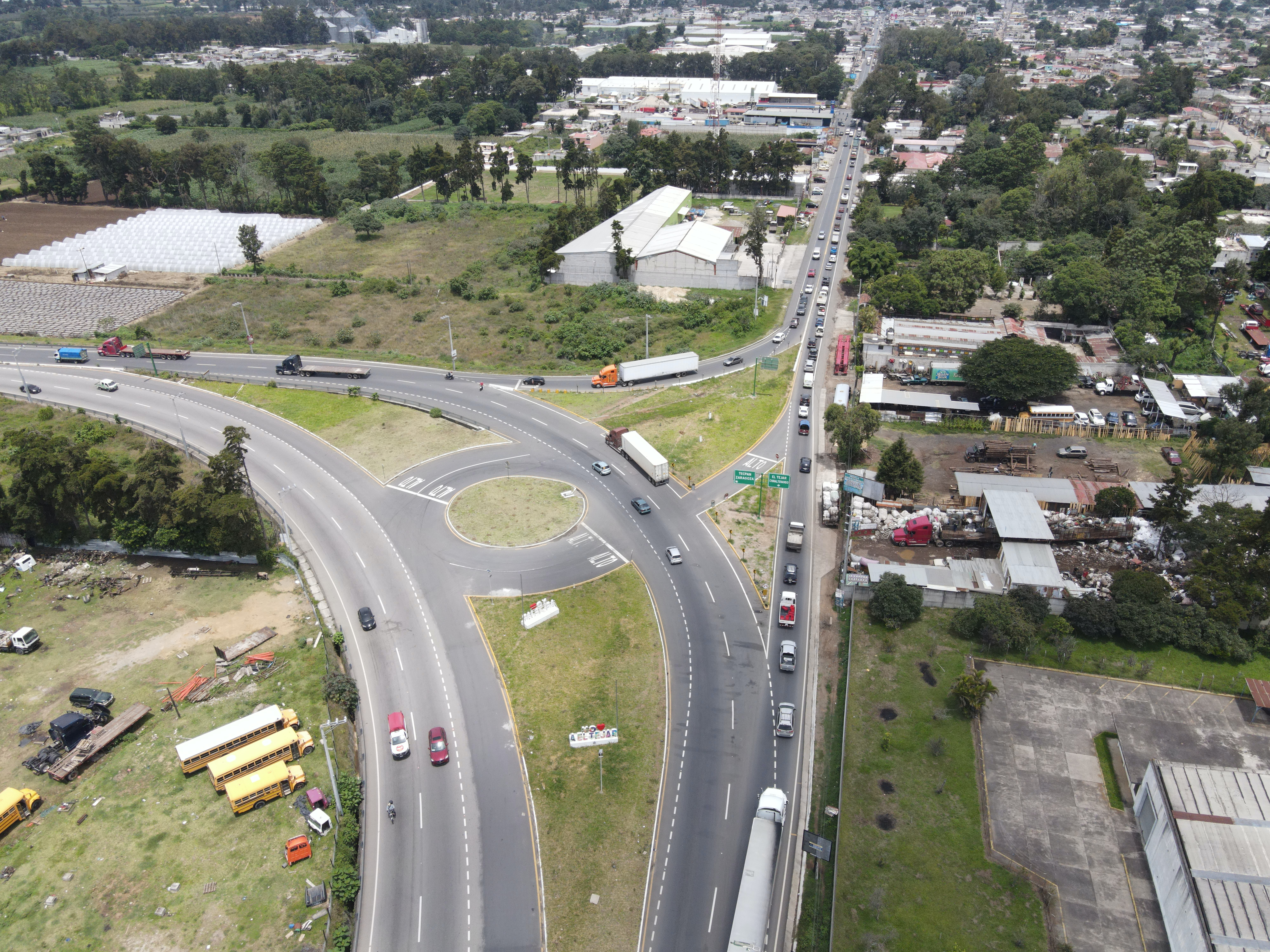
Carretera Panamericana en el ingreso a Chimaltenango (Guatemala).

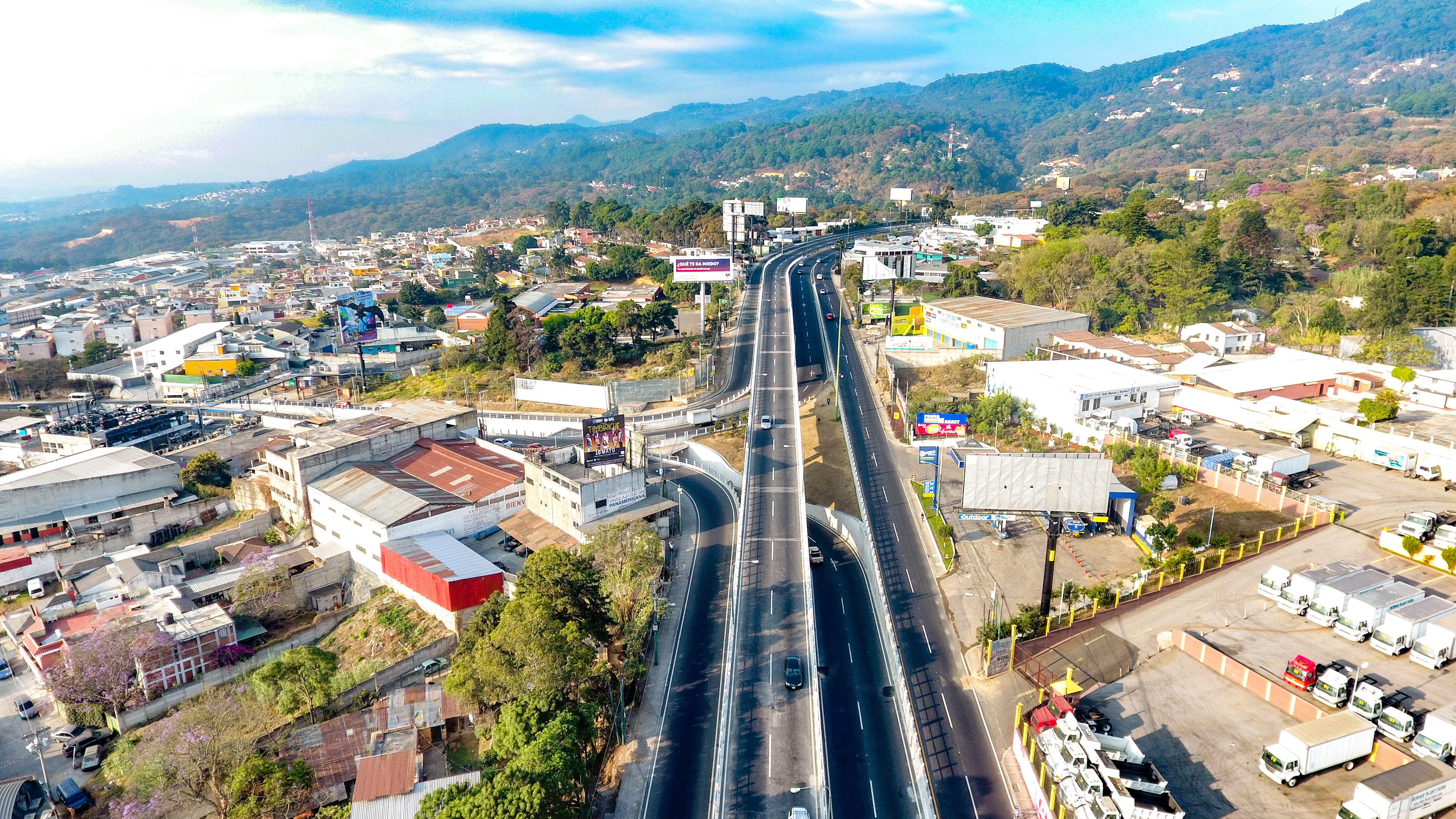
Carretera Panamericana a su paso por la ciudad de Mixco (Guatemala).

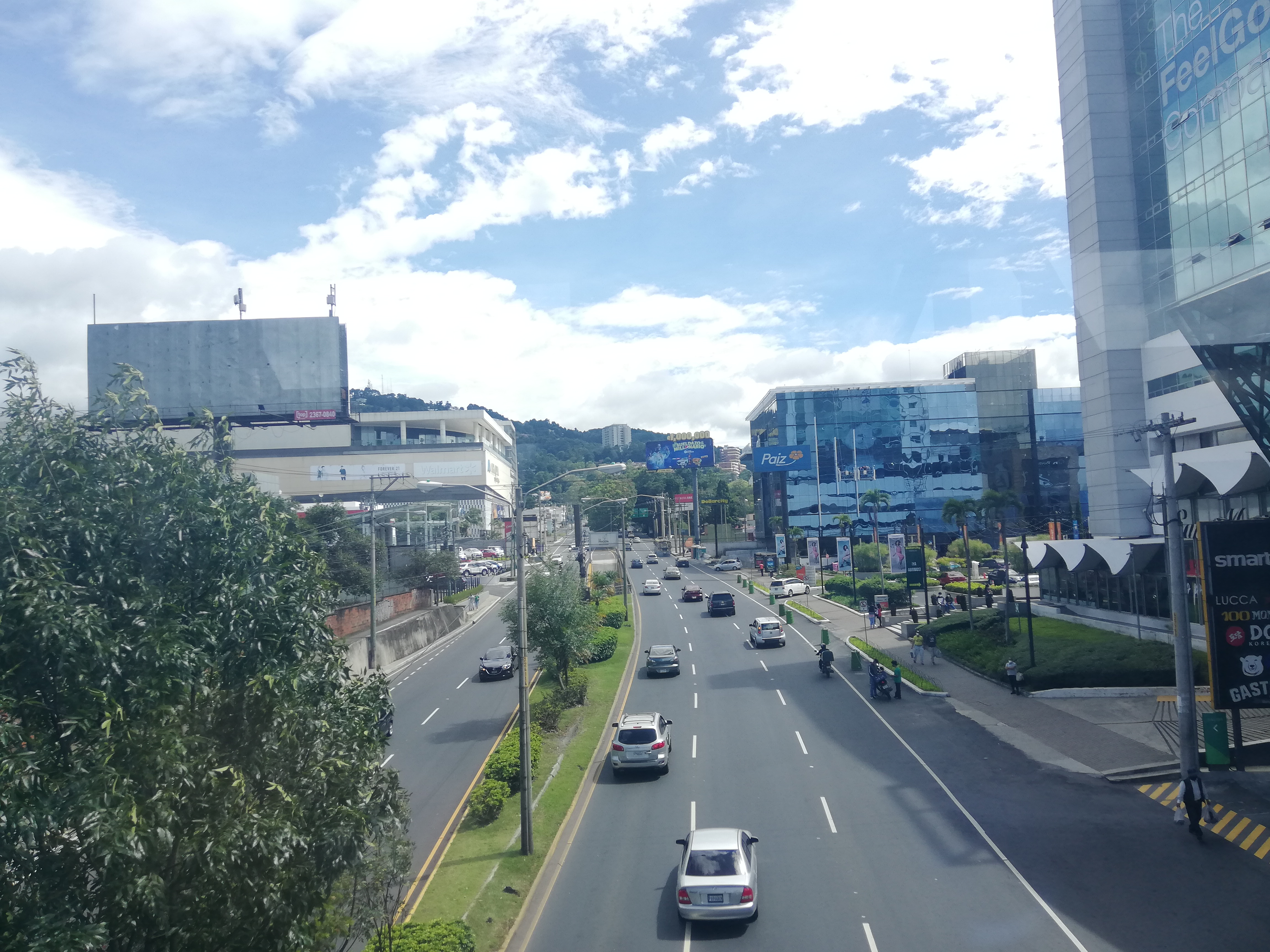
Carretera Panamericana en la salida de la Ciudad de Guatemala (Guatemala).

Su recorrido se inicia en la frontera con México en el poblado fronterizo de La Mesilla, Huehuetenango atravesando el país por completo de oeste a este, pasando por su capital, la Ciudad de Guatemala, y finalizando en la frontera con El Salvador en la aldea de San Cristóbal Frontera, Jutiapa, con toda la trayectoria de la ruta denominada con su identificador  CA-01. Recientemente, en 2019, se abrió un segmento de carretera nuevo (Libramiento Chimaltenango) que evita tener que pasar por la Ciudad de Chimaltenango, Chimaltenango, que en horas pico podía tomar hasta más de dos horas atravesarlo.
La carretera sirve como punto de conexión terrestre entre algunas de las ciudades más importantes de Guatemala, entre ellas: Huehuetenango, Quetzaltenango, Chimaltenango, Antigua Guatemala, Ciudad de Guatemala, Barberena, entre otras.
| Ruta nacional | Divisiones administrativas | Tramos |
| ------------- | -------------------------- | --- |
| CA-01         | Huehuetenango              | • La Democracia • San Pedro Nécta • Colotenango • San Sebastián Huehuetenango • Huehuetenango • Malacatancito    |
| CA-01         | Totonicapán                | • Momostenango • San Francisco El Alto • San Cristóbal Totonicapán • Totonicapán                                 |
| CA-01         | Quetzaltenango             | • San Carlos Sija • Salcajá • Quetzaltenango                                                                     |
| CA-01         | Sololá                     | • Nahualá • Santa Lucía Utatlán • Sololá                                                                         |
| CA-01         | Quiché                     | • Chichicastenango                                                                                               |
| CA-01         | Chimaltenango              | • Santa Apolonia • Tecpán • Santa Cruz Balanyá • Patzicía • Zaragoza • Chimaltenango • El Tejar                  |
| CA-01         | Sacatepéquez               | • Sumpango • Santo Domingo Xenacoj • Santiago Sacatepéquez • San Bartolomé Milpas Altas • San Lucas Sacatepéquez |
| CA-01         | Guatemala                  | • Mixco • Ciudad de Guatemala • Santa Catarina Pinula • Fraijanes                                                |
| CA-01         | Santa Rosa                 | • Barberena • Cuilapa                                                                                            |
| CA-01         | Jutiapa                    | • San José Acatempa • Quesada • Jutiapa • El Progreso • Asunción Mita • Atescatempa                              |

#### El Salvador

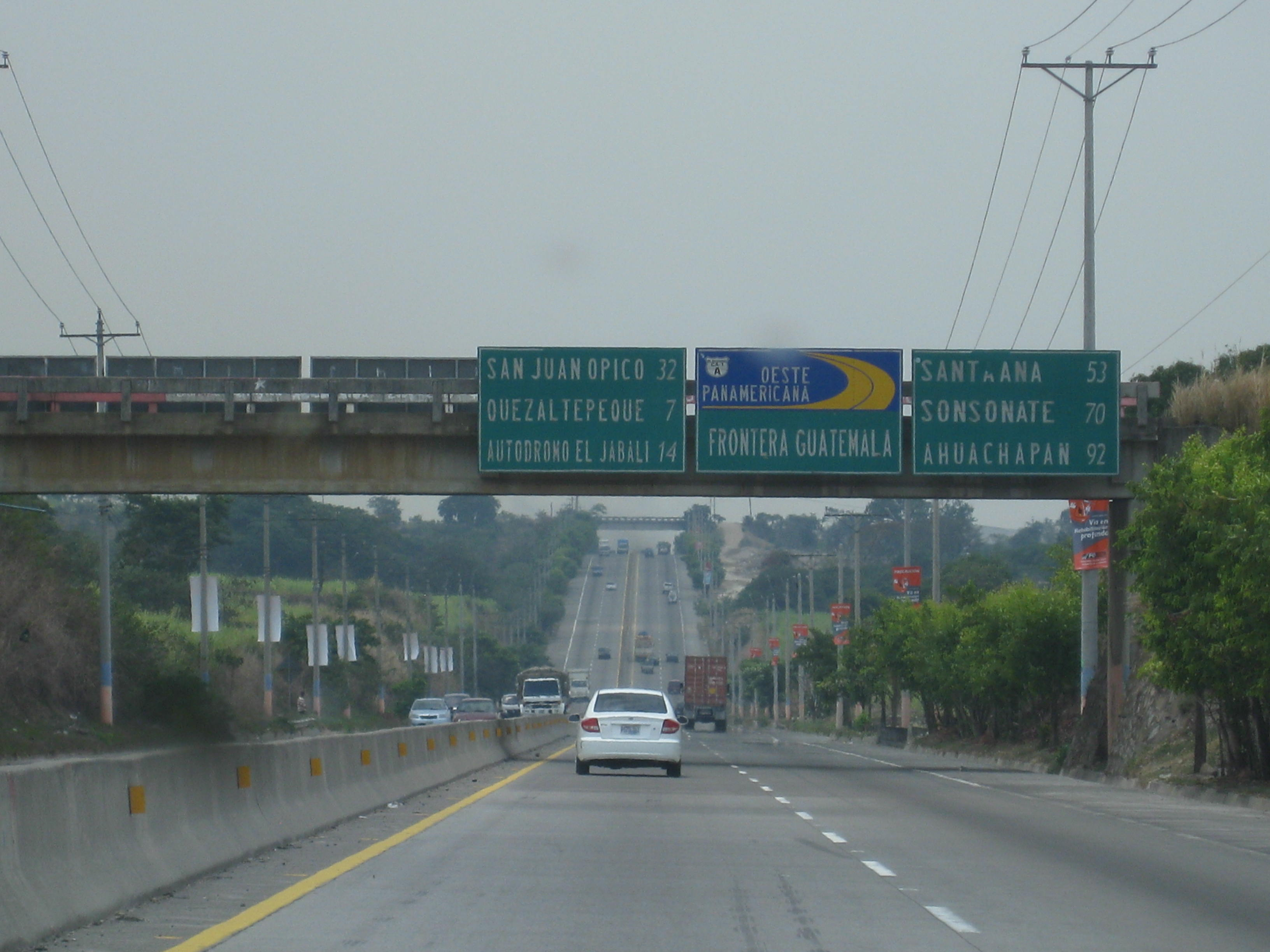
Carretera Panamericana en Nejapa

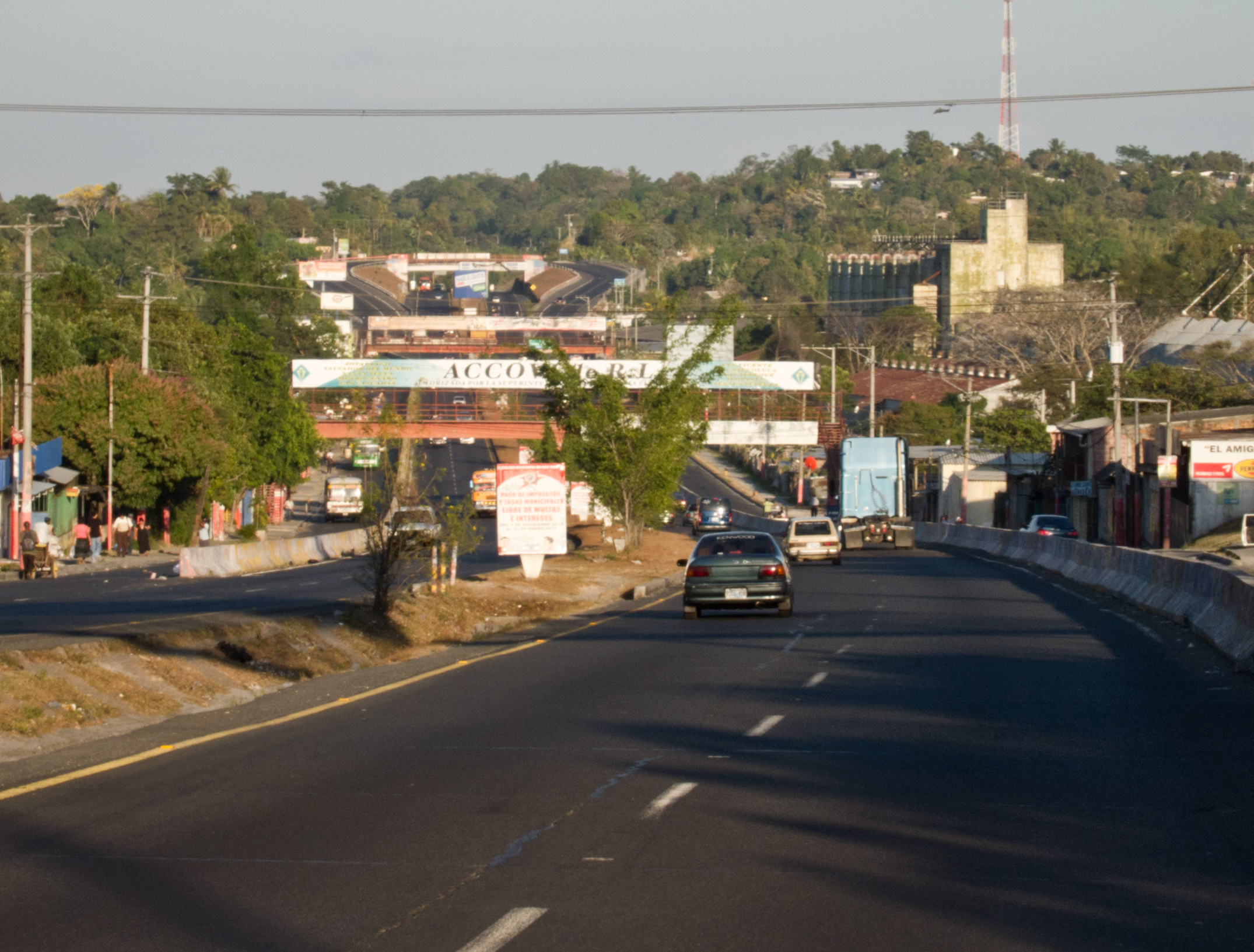
Carretera Panamericana en San Martín.

Su recorrido inicia en el poblado fronterizo de San Cristóbal (Guatemala) y termina en el puente internacional de El Amatillo en la frontera con Honduras.
| Ruta nacional | Divisiones administrativas | Tramos |
| ------------- | -------------------------- | --- |
| CA-01         | Santa Ana                  | • Candelaria de la Frontera • Santa Ana • El Congo                                                                           |
| CA-01         | La Libertad                | • Colón • Santa Tecla |
| CA-01         | San Salvador               | • San Salvador • Soyapango • Ilopango •San Martín                                                                            |
| CA-01         | Cuscatlán                  | • Santa Cruz Michapa • Cojutepeque • El Carmen • San Rafael Cedros                                                           |
| CA-01         | San Vicente                | • Santo Domingo • Apastepeque • El Quebracho                                                                                 |
| CA-01         | Usulután                   | • Mercedes Umaña • El Triunfo                                                                                                |
| CA-01         | San Miguel                 | • Nueva Guadalupe • Quelepa • San Miguel • El Havillal • San Antonio                                                         |
| CA-01         | La Unión                   | • El Carmen • Pasaquina • Cruce internacional de frontera en el puente internacional de El Amatillo hacia Nacaome (Honduras) |

#### Honduras
El sector o tramo oficial de la Carretera Panamericana en Honduras inicia en El Amatillo (frontera con El Salvador, continuando hacia Nacaome, Jícaro Galán, donde se conecta con la Carretera del Sur, siguiendo camino hacia Choluteca, San Marcos de Colón, y El Espino (frontera con Nicaragua). 
Otras rutas que conectas las naciones centroamericanas en Honduras son:
- El Poy en la frontera con El Salvador hasta Tegucigalpa para continuar hacia Nicaragua.
- Agua Caliente y El Florido en la frontera con Guatemala, cruzando las ciudades de Nueva Ocotepeque, Santa Rosa de Copán, San Pedro Sula, Siguatepeque, Comayagua hasta llegar a la capital, en el Anillo Periférico de Tegucigalpa pasando a Tegucigalpa, por el interconector regional o bulevar de las Fuerzas Armadas que culmina en la carretera de oriente que une a las ciudades de Danlí (El Paraíso), hasta llegar a la frontera Las Manos en oriente colindante con Nicaragua.
- Desde Nacaome también se recorre San Lorenzo (Choluteca) pasando hacia otras dos fronteras de Nicaragua: La Fraternidad y El Guasaule.

| Ruta nacional | Divisiones administrativas | Tramos                            |
| ------------- | -------------------------- | --------------------------------- |
| CA-01         | Valle                      | • Nacaome • San Lorenzo           |
| CA-01         | Choluteca                  | • Choluteca • San Marcos de Colón |

#### Nicaragua

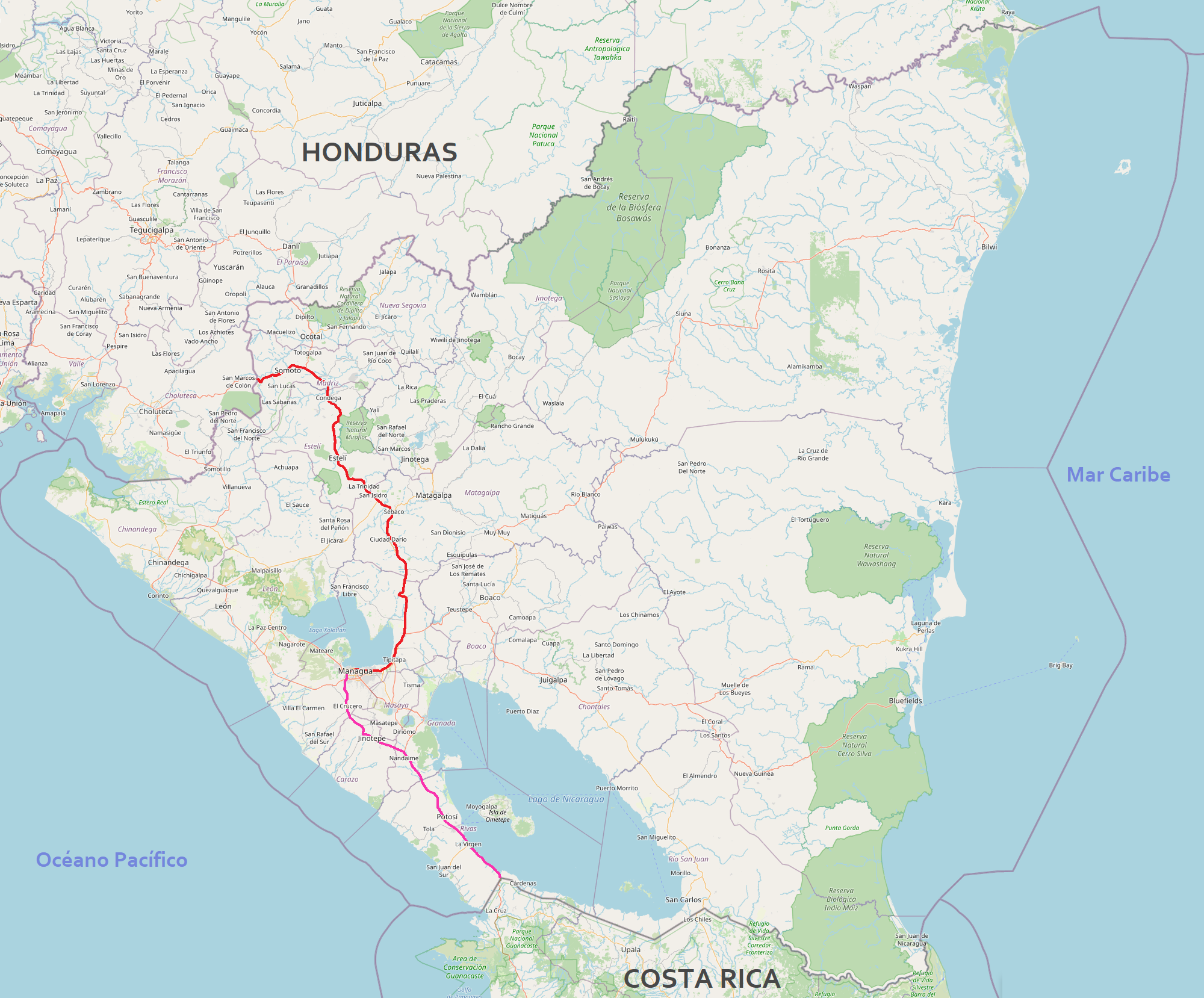
Carretera Panamericana en Nicaragua.

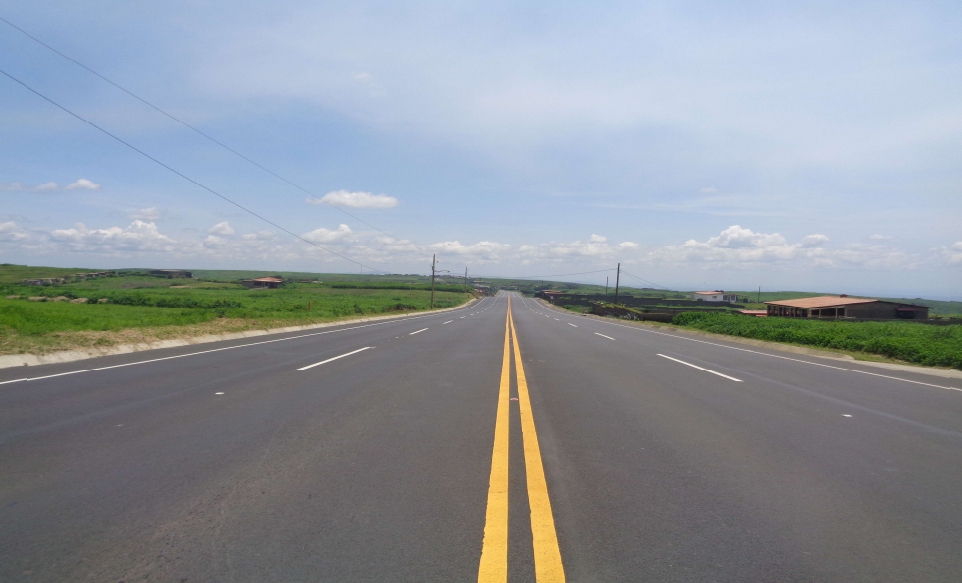
Carretera Panamericana Sur (NIC 2) en San Marcos, Carazo.

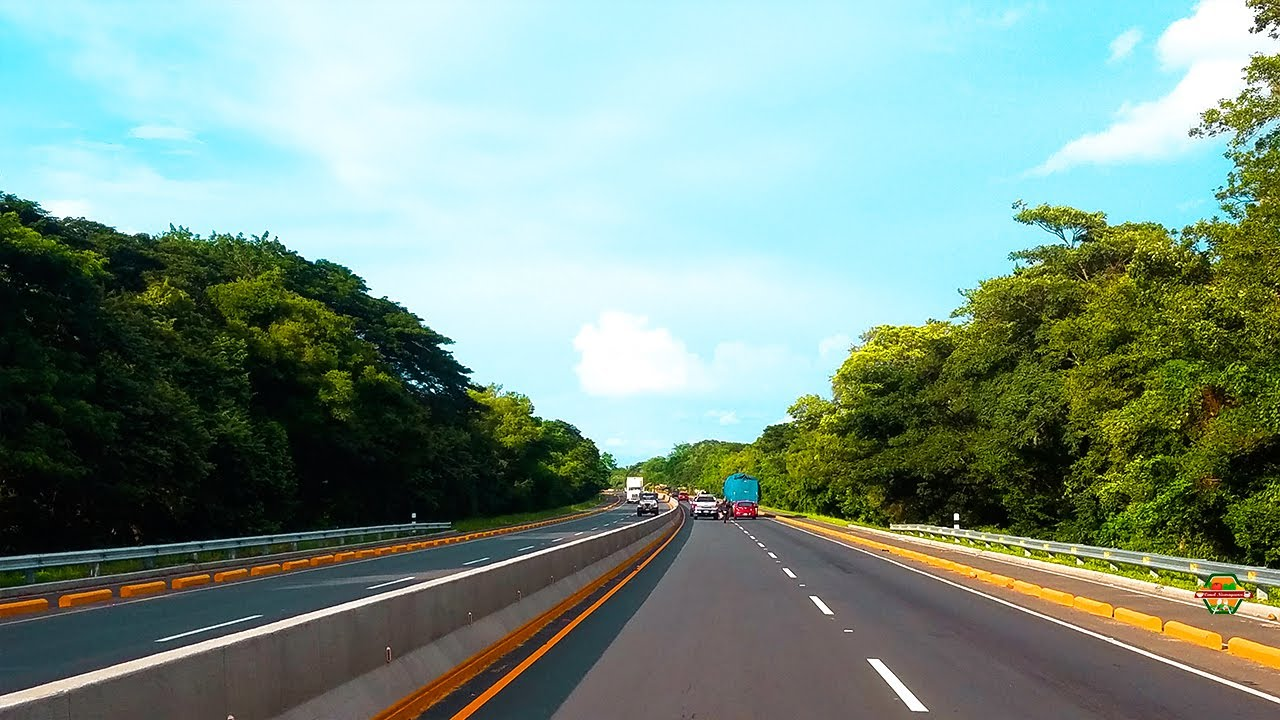
Carretera Panamericana Norte (NIC 1) en Tipitapa, Managua.

Su recorrido de 385.5 km inicia en el paso fronterizo entre Honduras y Nicaragua (El Espino), terminando en Peñas Blancas, paso fronterizo con Costa Rica. Su construcción inició en 1938 en Managua, partiendo hacia las fronteras norte y sur. Se finalizó en 1960 en el caso del tramo norte y 1961 el tramo sur.
En Nicaragua, la carretera panamericana está dividida en los secciones, la Carretera Panamericana Norte (NIC 1), que parte de Managua y termina el paso fronterizo de El Espino, con un recorrido de 238.5 km y la Carretera Panamericana Sur (NIC 2), que recorre 147 km, desde Managua hasta la frontera con Costa Rica.
La mayor parte de la carretera, cuenta con dos carriles; aunque en el tramo San Benito (km 36 de la NIC 1) hasta el km 64.5 de la NIC 2 (Nandaime), la vía cuenta con 4 carriles y con vías marginales (otros 4 carriles) que la recorren paralelamente en la zona urbana de Managua.
Está planificado por parte del Ministerio de Transporte e Infraestructura que el tramo Sébaco-Managua (km 100, NIC 1) y Managua-Rivas (km 110, NIC 2) cuente por lo menos con 4 carriles antes de 2030, lo que supondría que el 54.5 % del tramo nicaragüense de la carretera panamericana contase con más de 2 carriles.
| Ruta nacional | Divisiones administrativas      | Tramos |
| ------------- | ------------------------------- | --- |
| NIC 1         | Madriz Estelí Matagalpa Managua | • El Espino • Somoto • Condega • Estelí • La Trinidad • San Isidro • Sébaco • Ciudad Darío • Tipitapa • Managua |
| NIC 2         | Managua Carazo Granada Rivas    | • Managua • El Crucero • Diriamba • Jinotepe • La Paz de Oriente • Nandaime • Pueblo Nuevo • Rivas • Peñas Blancas • Cruce internacional de frontera en el paso fronterizo de Peñas Blancas hacia San José (Costa Rica) |

#### Costa Rica

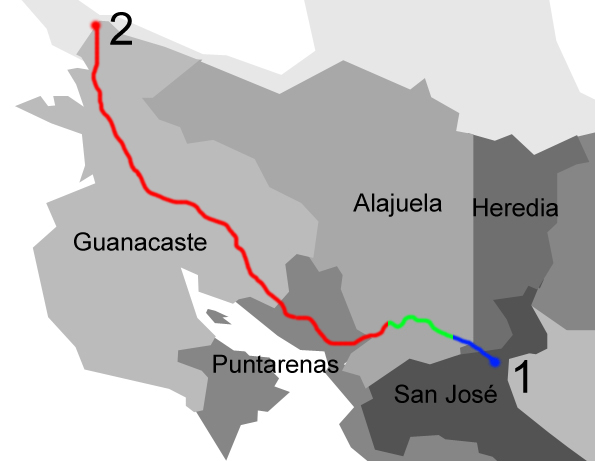
Ruta de la Carretera Interamericana Norte.

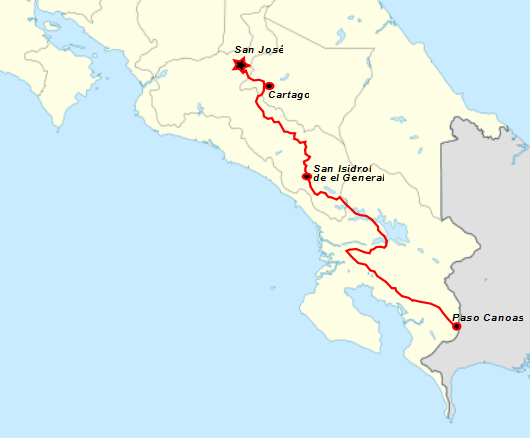
Ruta de la Carretera Interamericana Sur.

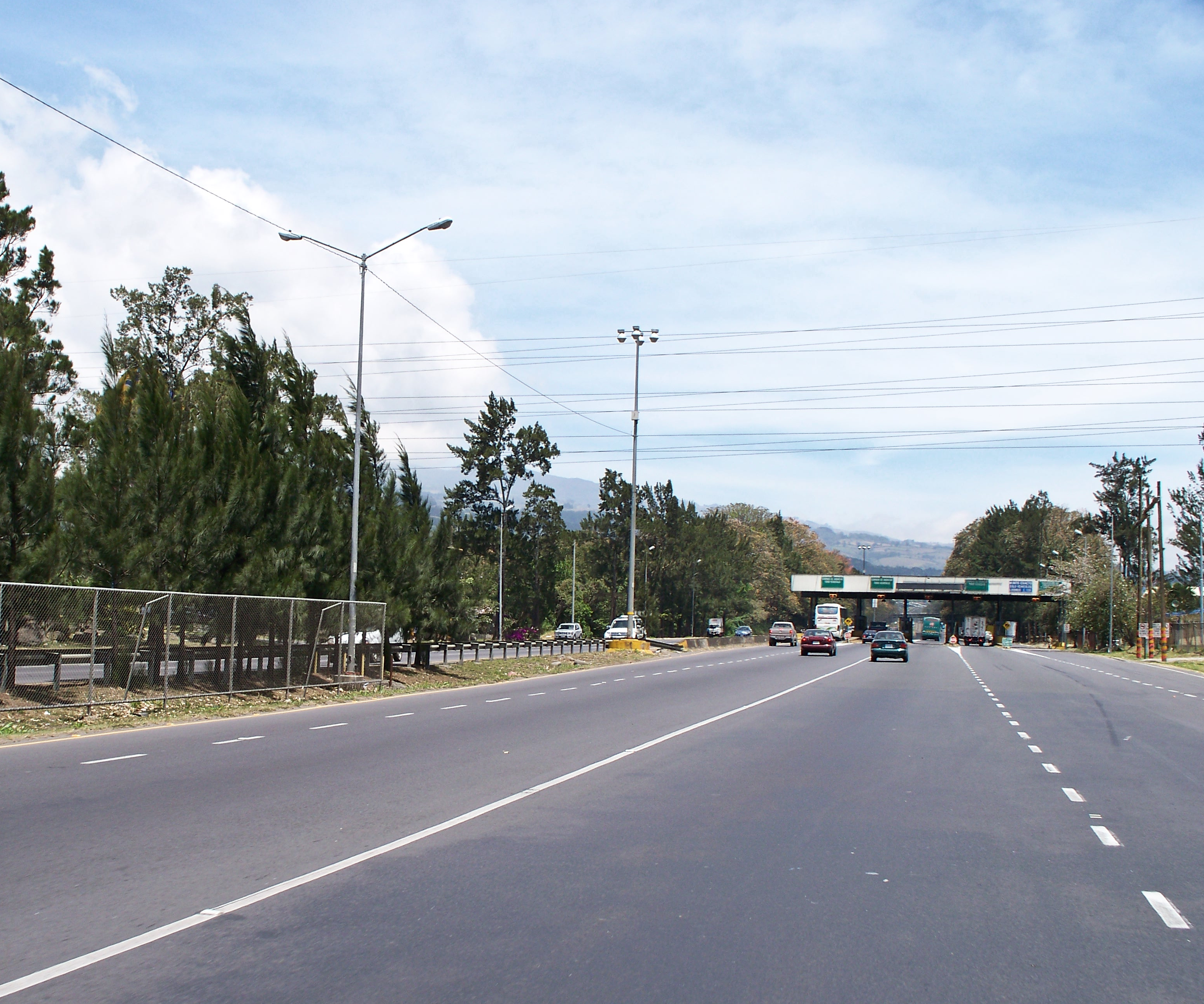
Carretera en Tres Ríos, Costa Rica, antes del peaje.

La carretera panamericana toma el nombre de Carretera Interamericana y se divide en Carretera Interamericana Norte y Carretera Interamericana Sur, según se conduzca hacia el norte o sur de San José. La carretera cuenta con un carril en cada sentido, excepto en el tramo de la Interamericana Norte, el cual consta de cuatro carriles en gran parte de su extensión y las inmediaciones de la carretera en la Gran Área Metropolitana, donde incluso se llega a convertir en autopista con tres carriles por sentido. 
Su recorrido comienza en el paso fronterizo de Peñas Blancas y en el departamento de Rivas (Nicaragua) recorriendo el país de norte a sur hasta llegar a San José; de allí toma hacia el sur y termina en Paso Canoas, en la frontera con Panamá. El punto más elevado de la ruta en todo el continente, a 3345 msnm, ocurre en Costa Rica, en el cerro de la Muerte, en la Carretera Interamericana Sur.
Al atravesar Costa Rica de norte a sur, una ruta alternativa a la Panamericana para evitar cruzar por la Gran Área Metropolitana y el cerro de la Muerte, es tomar la  Ruta 23 en el cantón de Puntarenas, seguido de la  Ruta 27 y la  Costanera Sur (Ruta 34), para volver a retomar la Carretera Interamericana Sur en el cantón de Osa.
| Ruta nacional                  | Divisiones administrativas                              | Tramos |
| ------------------------------ | ------------------------------------------------------- | --- |
| Carretera Interamericana Norte | Guanacaste · Puntarenas · Alajuela · Heredia · San José | • Peñas Blancas • La Cruz • Liberia • Bagaces • Cañas • Esparza • Alajuela • Heredia • San José |
| Carretera Interamericana Sur   | San José · Cartago · San José · Puntarenas              | • San José • Curridabat • Cartago • San Isidro de El General • Buenos Aires • Palmar • Ciudad Neily • Paso Canoas • Cruce internacional de frontera en la ciudad binacional de Paso Canoas hacia Panamá (Panamá) |

#### Panamá

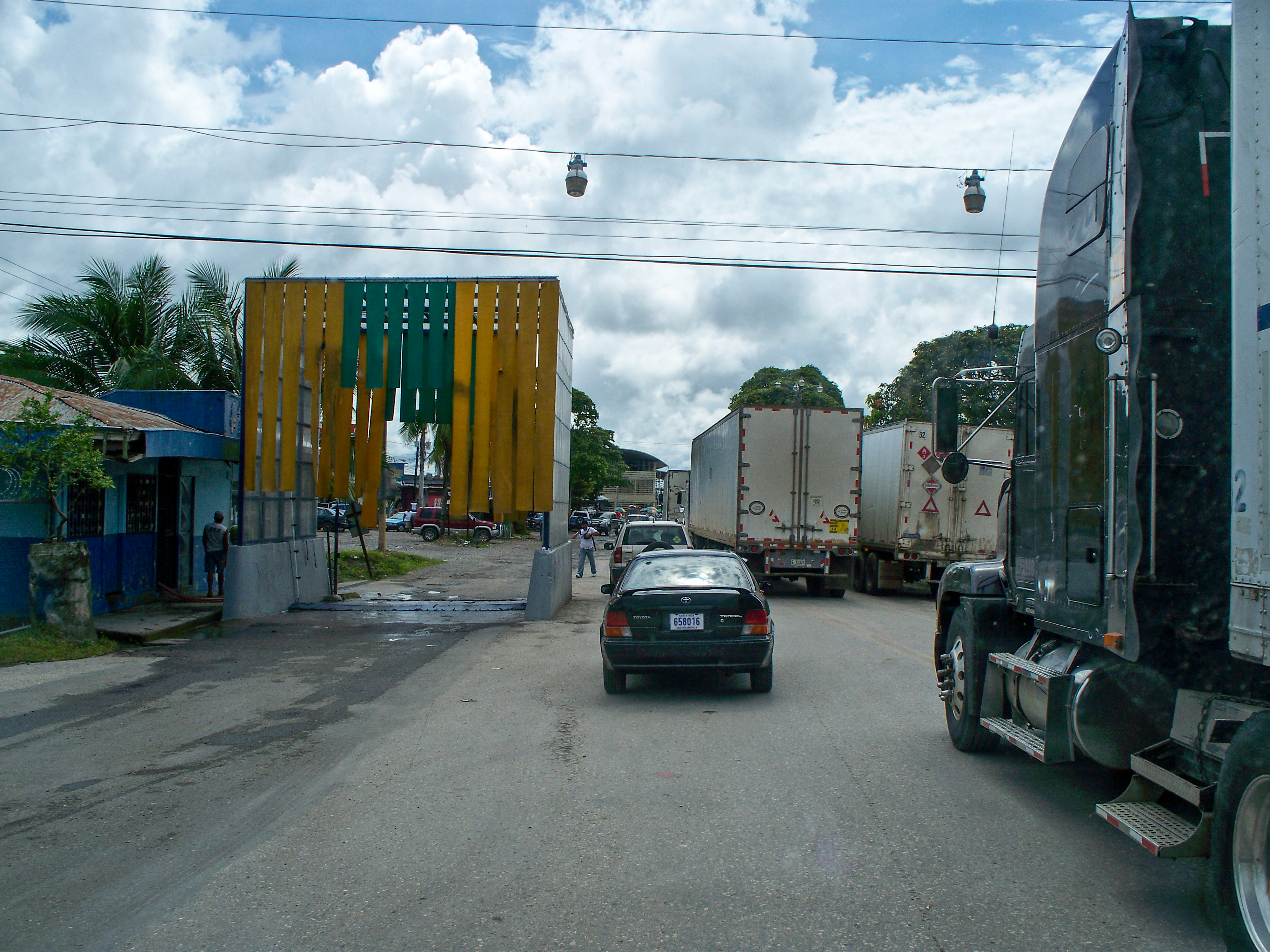
La Interamericana en la frontera entre Costa Rica y Panamá.

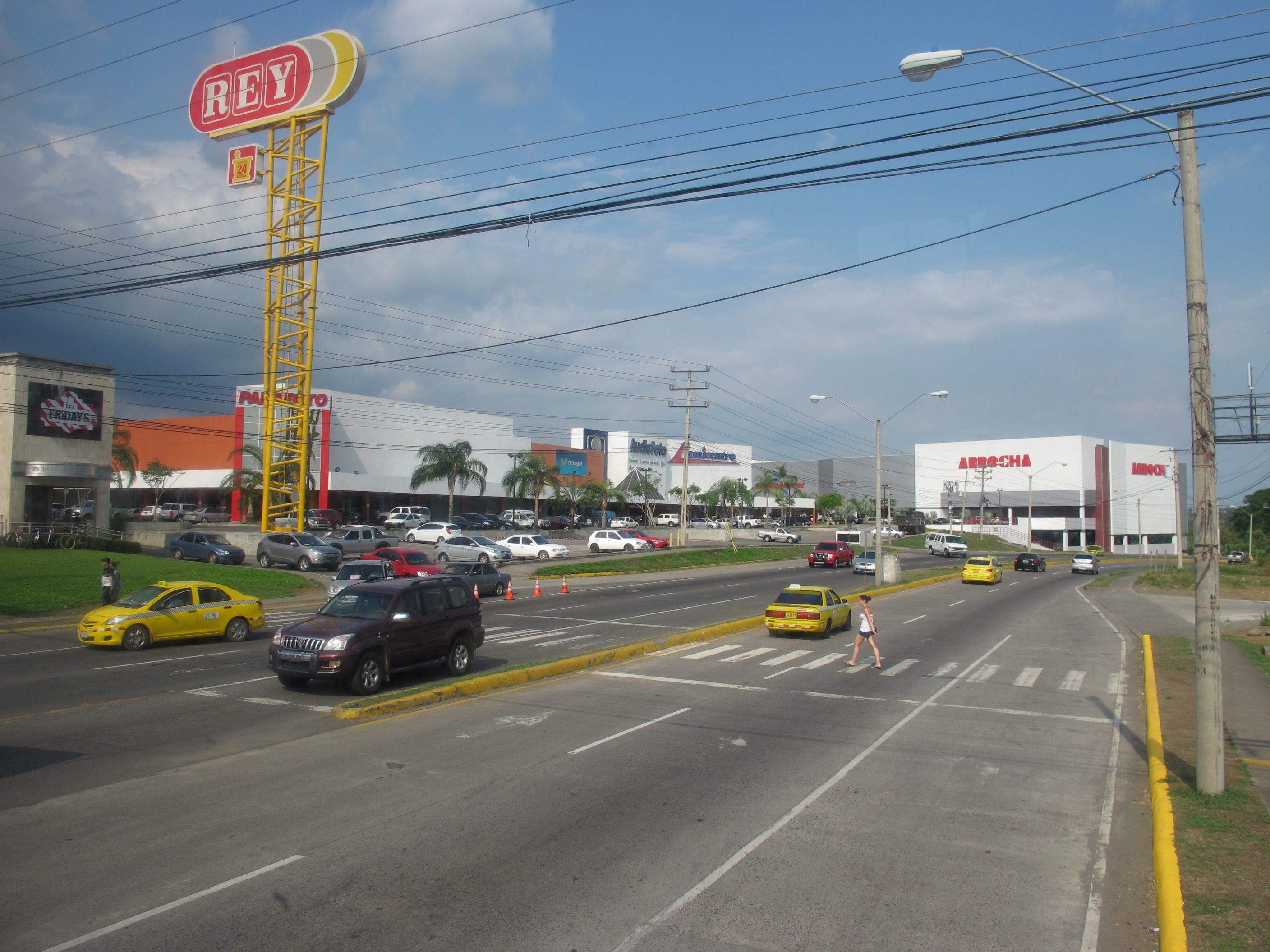
Carretera Interamericana en David.

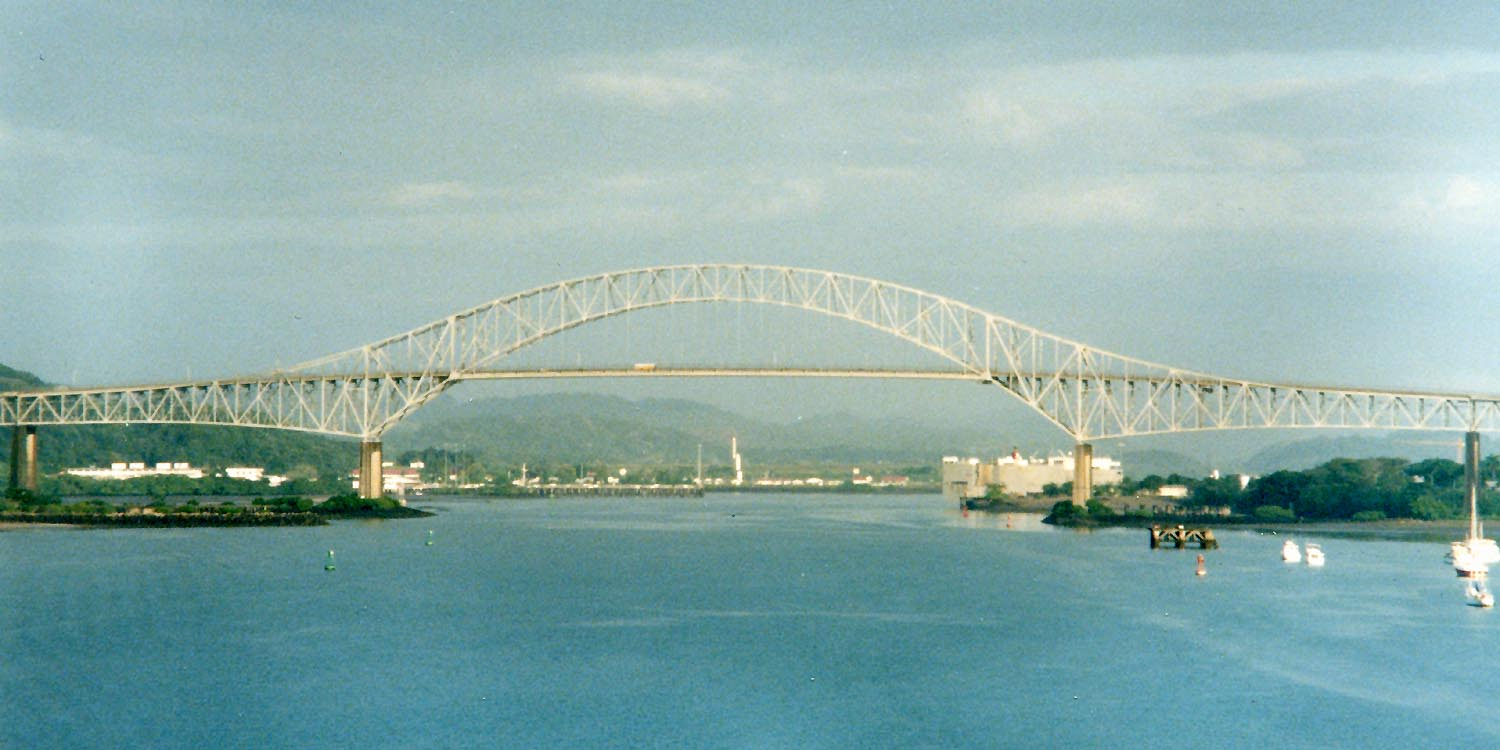
Puente de las Américas sobre el Canal de Panamá.

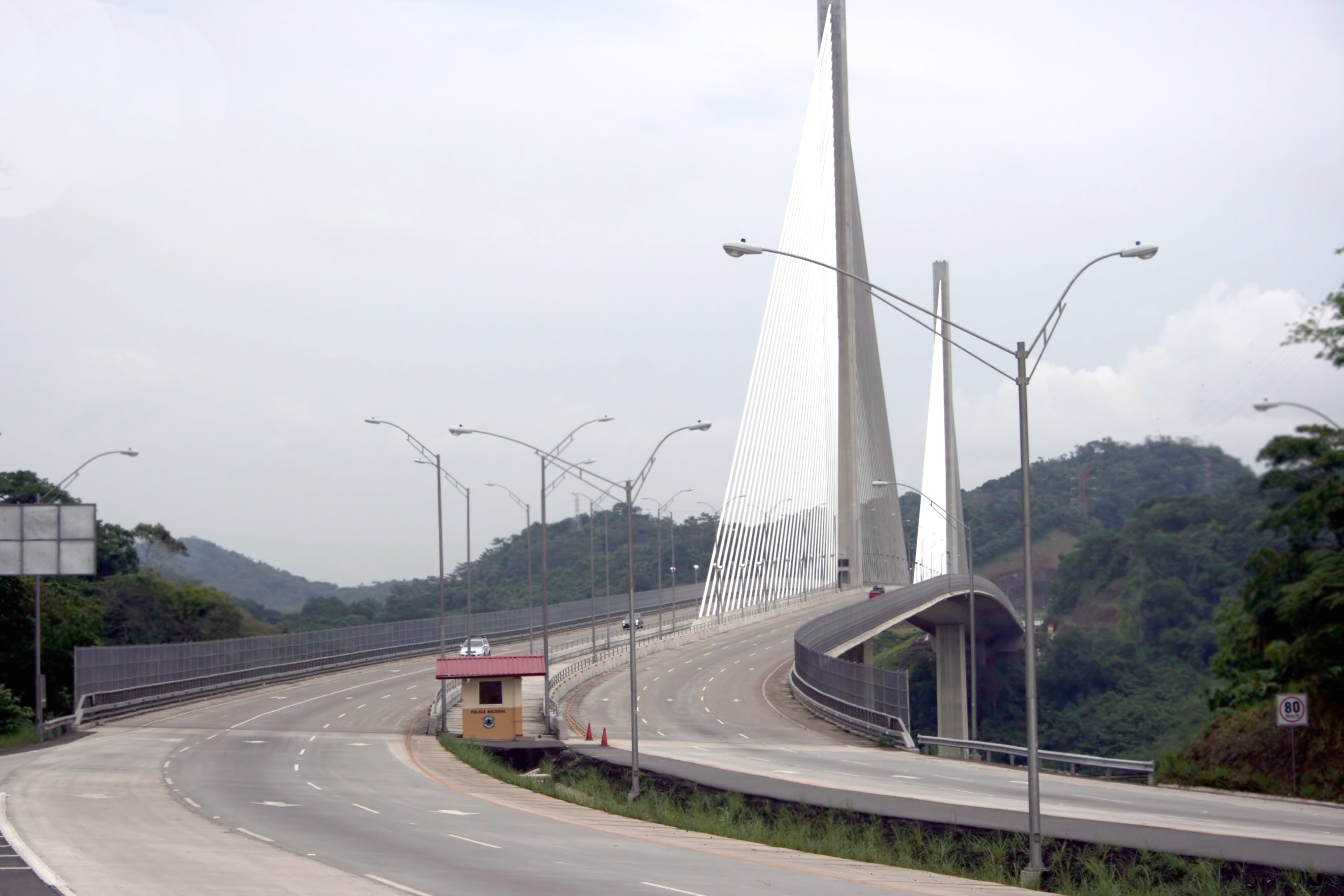
El Puente Centenario.

En Panamá la carretera comienza en el puesto fronterizo de Paso Canoas (oeste del país, frontera con Costa Rica). Desde allí hasta la ciudad de David (capital de la provincia de Chiriquí) cuenta con cuatro carriles pavimentados separados por una isleta central. Desde David hasta la Ciudad de Panamá es de cuatro carriles pavimentados.  Y de la ciudad capital hasta la población de Pacora (al este de la Ciudad de Panamá) cuenta con cuatro carriles pavimentados separados por una isleta central. De allí hasta Yaviza (provincia de Darién) es de dos carriles pavimentados, lugar donde se interrumpe (8°9′N 77°41′O / 8.150, -77.683) en el denominando Tapón del Darién, para luego reanudarse en territorio colombiano. La carretera cuenta con diversos pasos elevados en poblaciones de mayor importancia. La velocidad máxima es de 100 km/h (kilómetros por hora) en áreas despobladas (según artículo 181 literal E, del Reglamento de Tránsito Vehicular de la República de Panamá, aprobado mediante decreto ejecutivo N.º 640 de 27 de diciembre de 2006).
| Ruta nacional | Divisiones administrativas | Tramos                                                               |
| ------------- | -------------------------- | -------------------------------------------------------------------- |
| CA-01         | Chiriquí                   | • Paso Canoas • David • Chiriquí • Horconcitos • Tolé                |
| CA-01         | Veraguas                   | • Viguí • Los Ruíces • Santiago                                      |
| CA-01         | Herrera                    | • Santa María - Divisa                                               |
| CA-01         | Coclé                      | • Aguadulce • Natá • Penonomé • Antón • Río Hato                     |
| CA-01         | Panamá Oeste               | • Santa Clara • San Carlos • Chame • Capira • La Chorrera • Arraiján |
| CA-01         | Panamá                     | • Puente Centenario • Panamá • Pacora • Chepo                        |
| CA-01         | Darién                     | • Santa Fe • Metetí • Yaviza                                         |

### Suramérica

#### Colombia

Mapa de la Carretera Panamericana en su paso por Colombia.

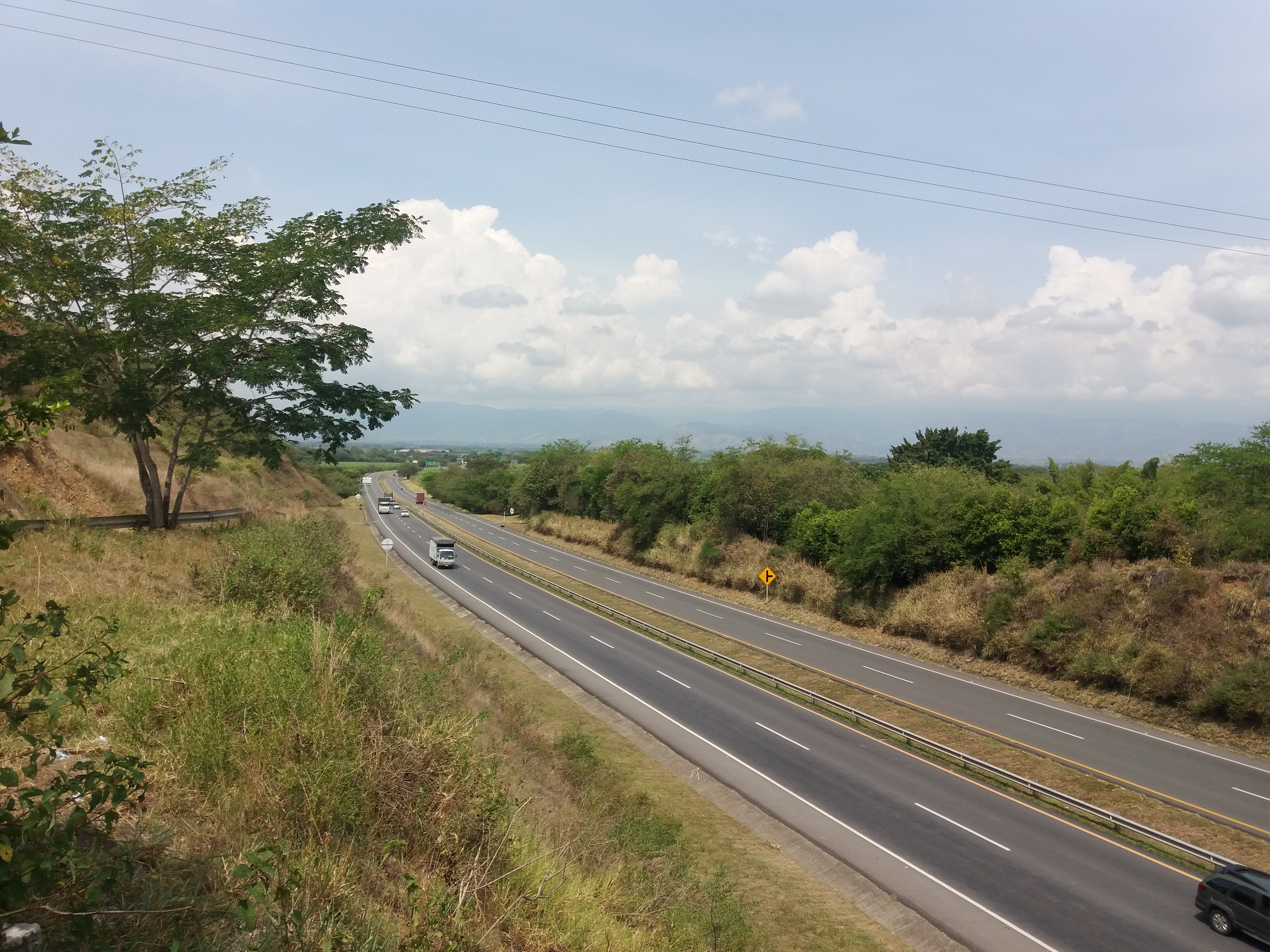
Autopista de la Ruta 25 entre Tuluá y Andalucía, Valle del Cauca.

Actualmente su recorrido empieza en el km 43,5 al occidente de Chigorodó en el sitio de Lomas Aisladas (Casa 40) localizada en 7°38′N 76°57′O / 7.633, -76.950, aunque en este momento se hacen estudios para la ejecución de una obra que agregará 33 km a la carretera panamericana hasta el río Atrato en Chocó.
Los viajeros a lo largo de la parte de la Carretera Interamericana en Panamá pueden tomar un ferry desde la Ciudad de Panamá hasta el puerto de Buenaventura, que se encuentra a 115 km al noroeste de Cali. Cali representa un cruce importante entre Buenaventura y dos ramales del norte de la Carretera Panamericana que conectan desde el norte de Colombia y Venezuela.

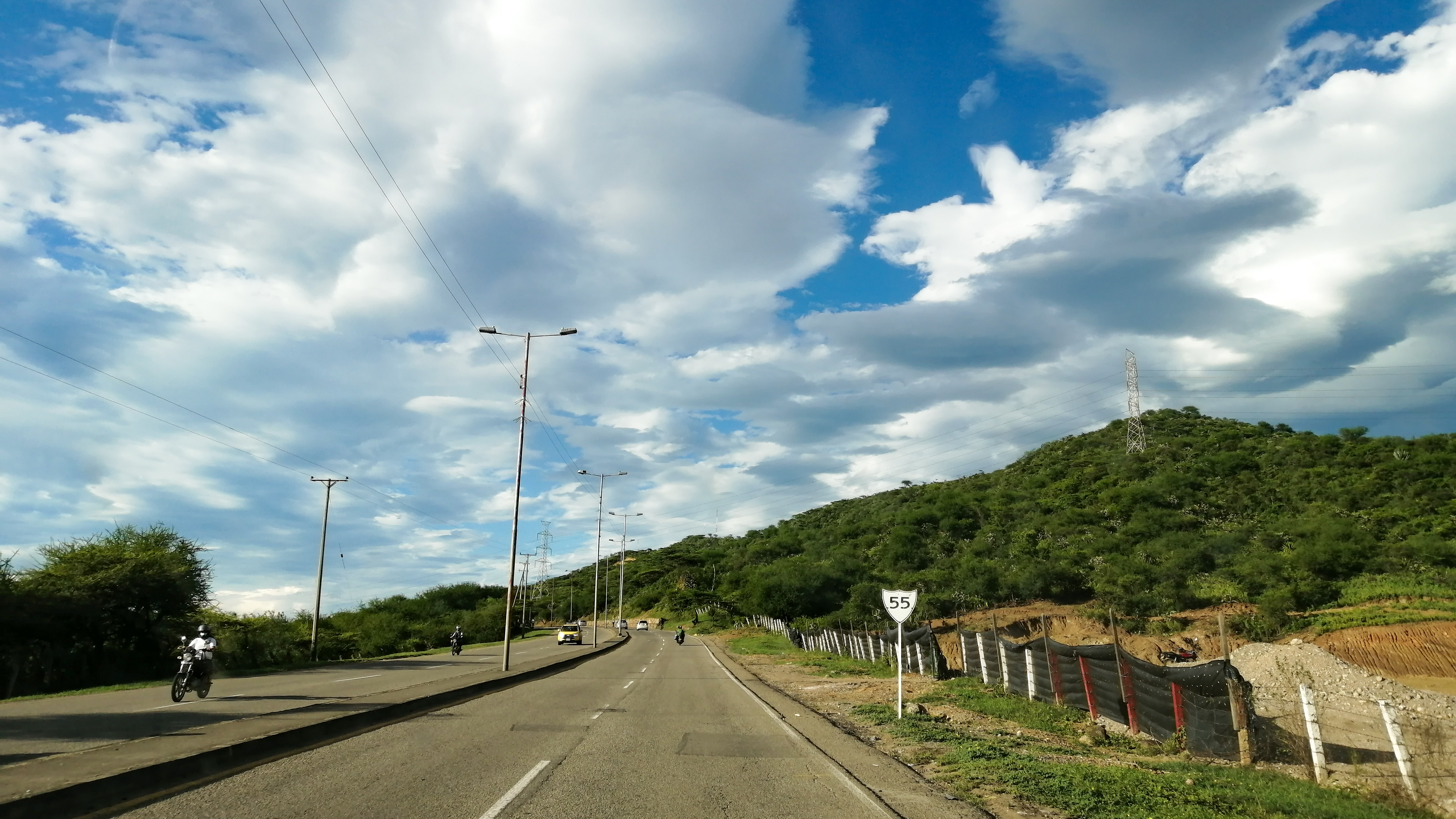
Ruta Nacional 55 en Cúcuta.

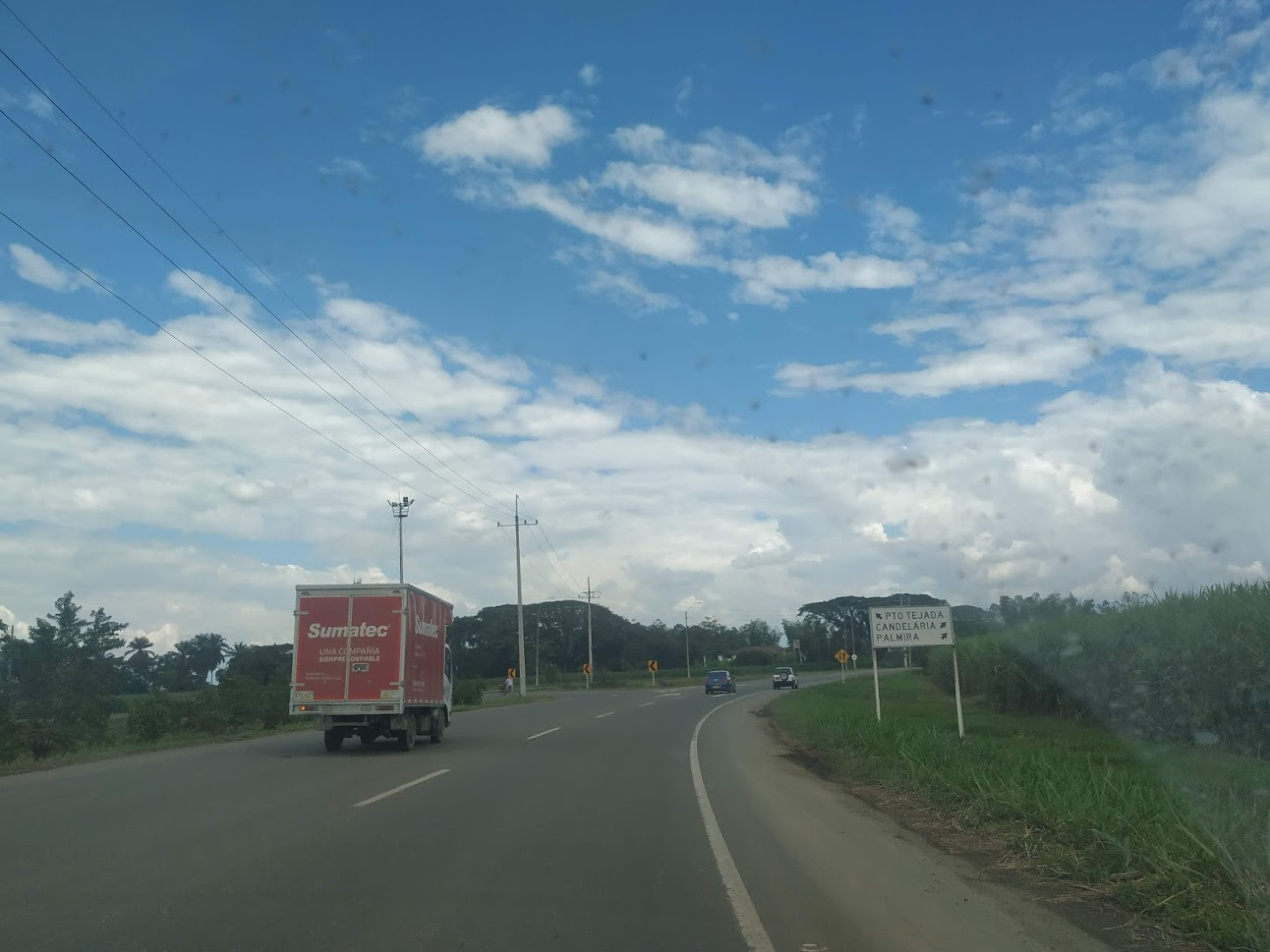
Ruta Nacional 25 a la altura de Puerto Tejada (Cauca).

| Ruta nacional    | Divisiones administrativas | Tramos |
| ---------------- | -------------------------- | --- |
| Ruta Nacional 70 | Chocó                      | • (Tramo inexistente, 20 km) • (Tramo nuevo en construcción, 33.5 km) • Hito Palo de Letras • Río Atrato • Riosucio                                               |
| Ruta Nacional 70 | Antioquia                  | • Lomas Aisladas • (Tramo en afirmación, 39 km) • El Tigre |
| Ruta Nacional 62 | Antioquia                  | • El Tigre • Chigorodó • Dabeiba • Santa Fe de Antioquia • Medellín                                                                                               |
| Ruta Nacional 25 | Antioquia                  | • Medellín • Santa Bárbara • La Pintada |
| Ruta Nacional 25 | Caldas                     | • Riosucio • Anserma |
| Ruta Nacional 25 | Risaralda                  | • Guática • La Virginia |
| Ruta Nacional 25 | Valle del Cauca            | • Cartago • Zarzal • Tuluá • Buga • Palmira • Cali • Jamundí |
| Ruta Nacional 25 | Cauca                      | • Santander de Quilichao • Popayán • Balboa |
| Ruta Nacional 25 | Nariño                     | • Taminango Remolino • Chachagüí • Pasto • Ipiales • Cruce internacional de frontera en el Puente internacional de Rumichaca hacia Ecuador (tramo Tulcán - Quito) |

| Ruta nacional    | Divisiones administrativas | Tramos |
| ---------------- | -------------------------- | --- |
| Ruta Nacional 25 | Chocó                      | • Acandí |
| Ruta Nacional 25 | Antioquia                  | • El Tigre |
| Ruta Nacional 62 | Antioquia                  | • El Tigre • Chigorodó • Dabeiba • Santa Fe de Antioquia • Medellín • Barbosa • Cisneros • Puerto Berrío                                  |
| Ruta Nacional 45 | Santander                  | • Puerto Berrío • Barrancabermeja |
| Ruta Nacional 66 | Santander ·                | • Barrancabermeja • Lebrija • Girón • Bucaramanga                                                                                         |
| Ruta Nacional 66 | Norte de Santander         | • Mutiscua • Pamplona |
| Ruta Nacional 55 | Norte de Santander         | • Pamplona • Los Patios • Cúcuta |
| Ruta Nacional 70 | Norte de Santander         | • Cúcuta • Villa del Rosario • Cruce de frontera en el Puente Internacional Simón Bolívar hacia Venezuela (tramo San Cristóbal - Caracas) |

| Ruta nacional    | Divisiones administrativas | Tramos |
| ---------------- | -------------------------- | --- |
| Ruta Nacional 70 | Norte de Santander         | • Villa del Rosario • Cúcuta |
| Ruta Nacional 55 | Norte de Santander         | • Cúcuta • Los Patios • Pamplona • Mutiscua |
| Ruta Nacional 55 | Santander                  | • Bucaramanga • Floridablanca • Piedecuesta • San Gil • Oiba • Barbosa                                                                                            |
| Ruta Nacional 55 | Boyacá                     | • Moniquirá • Arcabuco • Tunja • Ventaquemada |
| Ruta Nacional 55 | Cundinamarca               | • Chocontá • Tocancipá |
| Ruta Nacional 55 | Bogotá, D. C.              | • Bogotá |
| Ruta Nacional 40 | Bogotá, D. C.              | • Bogotá |
| Ruta Nacional 40 | Cundinamarca               | • Soacha • Silvania • Fusagasugá • Girardot |
| Ruta Nacional 40 | Tolima                     | • Flandes • El Espinal • Ibagué • Cajamarca |
| Ruta Nacional 40 | Quindío                    | • Calarcá • Armenia • La Tebaida |
| Ruta Nacional 40 | Valle del Cauca            | • Quebrada Nueva • La Paila |
| Ruta Nacional 25 | Valle del Cauca            | • La Paila • Tuluá • Buga • Palmira • Cali |
| Ruta Nacional 25 | Cauca                      | • Santander de Quilichao • Popayán • Balboa |
| Ruta Nacional 25 | Nariño                     | • Taminango Remolino • Chachagüí • Pasto • Ipiales • Cruce internacional de frontera en el Puente internacional de Rumichaca hacia Ecuador (tramo Tulcán - Quito) |

#### Ecuador

Mapa de la red vial de Ecuador.

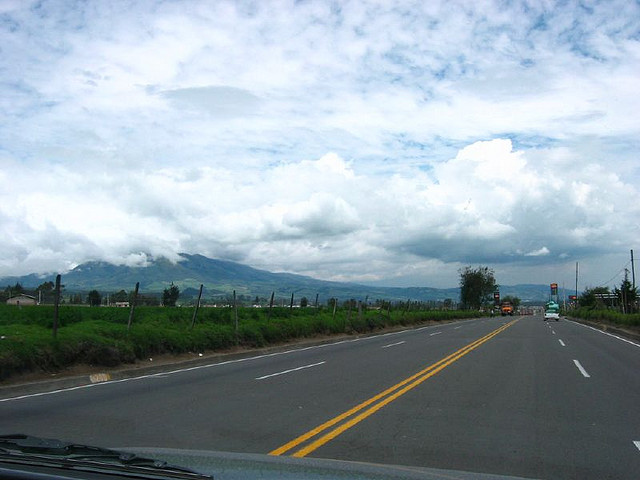
Panamericana a las afueras de Quito, Ecuador.

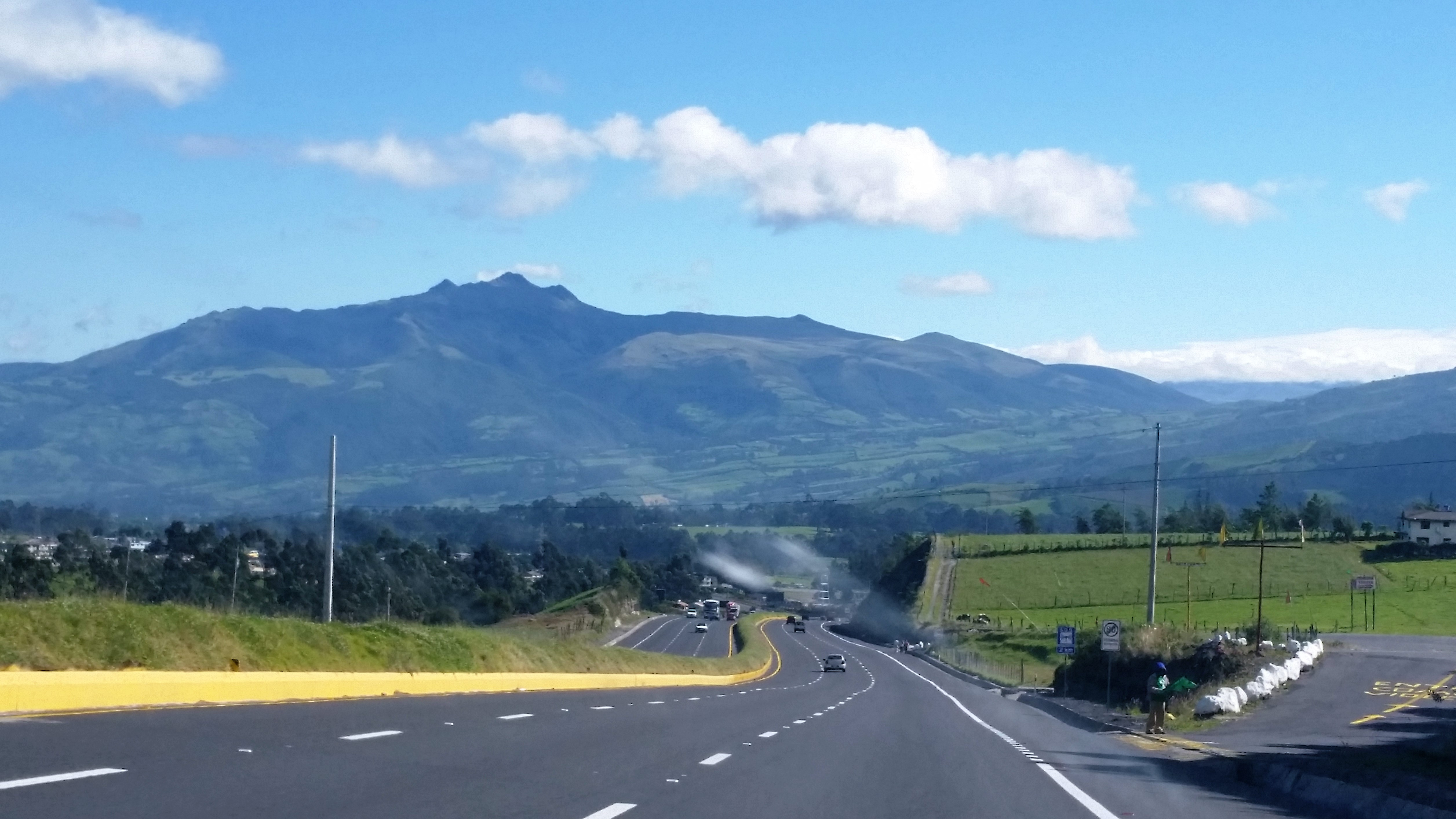
Autovía Quito-Machachi-Latacunga en la sierra centro-norte de Ecuador.

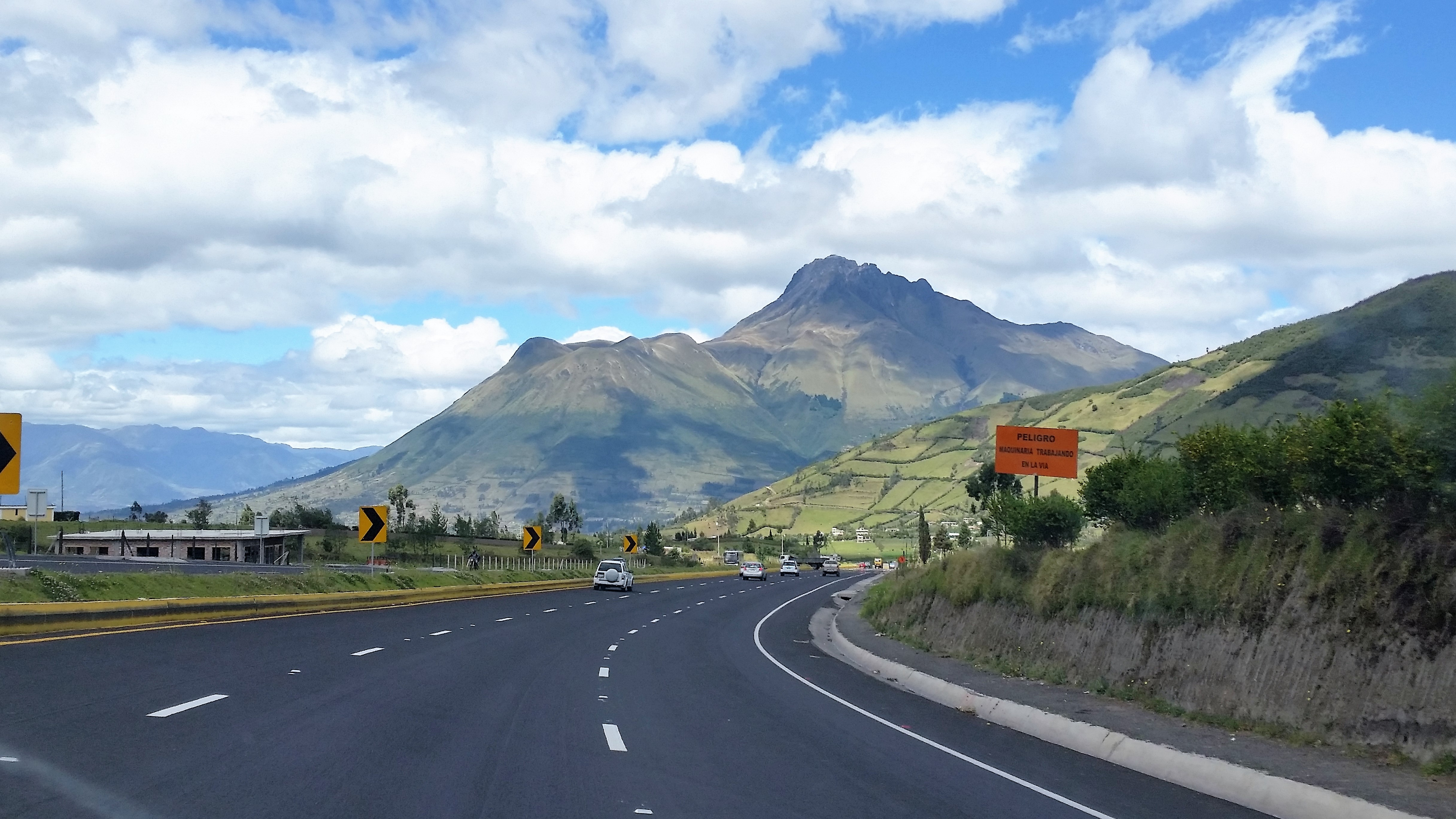
Autovía Otavalo-Cayambe, parte de la carretera panamericana en Ecuador.

El tramo ecuatoriano es asfaltado y tiene tramos en pavimento rígido, teniendo el carácter de autopista de peaje en algunos tramos, teniendo desde dos carriles por sentido, siendo habituales los tramos a tres carriles por sentido desde la frontera con Colombia hasta Otavalo, y hasta cinco en el ingreso al Distrito Metropolitano de Quito por el norte; entre las rutas de Quito y Riobamba hay tres carriles por sentido, al igual que desde el límite entre las provincias de Cañar y Azuay hasta el sur de Cuenca, entre las rutas de Azogues y Cuenca. 
- Su recorrido se inicia en el puente internacional de Rumichaca que la separa de Ipiales (Colombia).
- Toma el nombre de Troncal de la Sierra (E35) y las principales ciudades que atraviesa son:

| Provincia  | Ciudad    |
| ---------- | --------- |
| Carchi     | Tulcán    |
| Imbabura   | Ibarra    |
| Pichincha  | Quito     |
| Cotopaxi   | Latacunga |
| Tungurahua | Ambato    |
| Chimborazo | Riobamba  |
| Cañar      | Azogues   |
| Azuay      | Cuenca    |
| Loja       | Loja      |

- Llega hasta el puente internacional en la localidad de Macará, en la frontera sur con el distrito de Suyo (Perú) y continúa hacia Lima. El trazado de la ruta transcurre en el valle interandino.[14]

#### Perú

Señal de la Carretera Panamericana en el Perú.

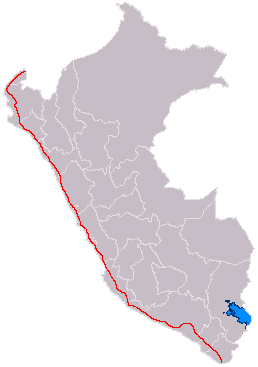
Carretera Panamericana en Perú, recorre mayormente las costas del país.

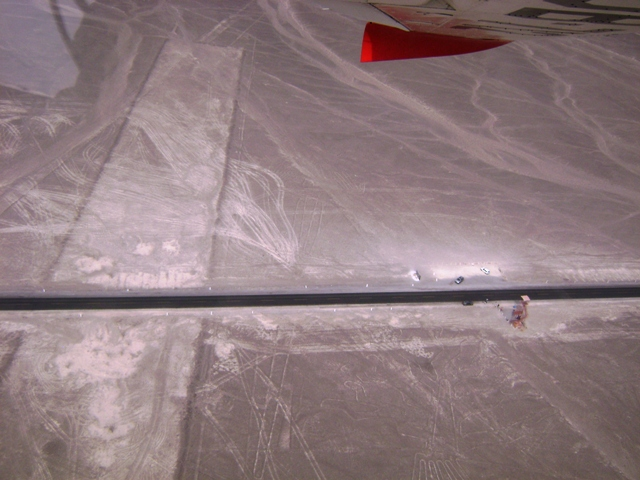
Líneas de Nazca divididas por la Carretera Panamericana.

En el Perú, la Carretera Panamericana  PAN  recorre toda la Costa (10 departamentos) y es totalmente asfaltada, apreciándose paisajes desérticos y valles agrícolas, con algunos tramos muy cerca de la orilla del mar. Se inicia en la frontera con Ecuador en el poblado de La Tina (departamento de Piura), muy cerca al poblado ecuatoriano de Macará con la vía  PE-1N . 
Existe una variante que también se origina en la frontera con Ecuador que parte de la localidad peruana de Aguas Verdes (departamento de Tumbes) colindante con la ciudad ecuatoriana de Huaquillas. Esta variante se denomina "Carretera Nacional PE-1N O " pero no se considera actualmente como parte de la Panamericana.
Para el tramo norte de la carretera se le denomina Panamericana Norte (Carretera Nacional  PE-1N ) y para el tramo sur Panamericana Sur (Carretera Nacional  PE-1S ). 
El "km 0" de la Panamericana en Perú para ambos tramos, norte y sur, se origina en el cruce con la  PE-22  Carretera Central del Perú, en el límite de los distritos de Santa Anita y Ate, dentro de la ciudad de Lima. 

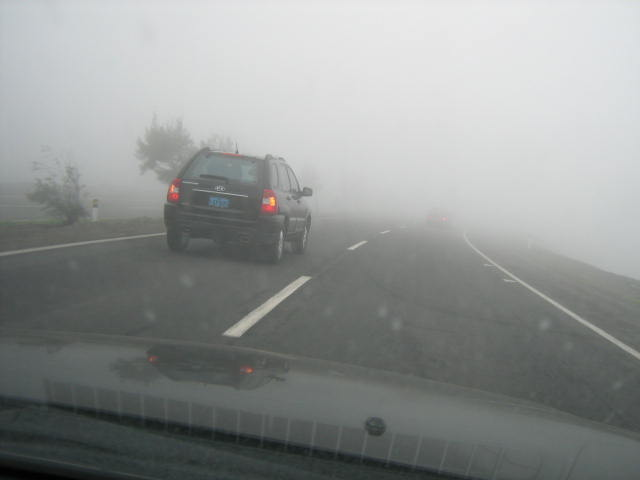
Circulando por las afueras de la ciudad capital en la Panamericana Norte.

La vía Panamericana, que es de dos carriles (uno de ida y otro de vuelta) prácticamente se convierte en una gran autopista al atravesar la ciudad de Lima con tres carriles a cada lado y hasta cuatro en algunos sectores, conectando las zonas norte, centro y sur de la metrópoli. La extensión de la autopista llega por el norte desde Lima hasta la ciudad de Huarmey y se está construyendo su ampliación hasta la ciudad de Casma

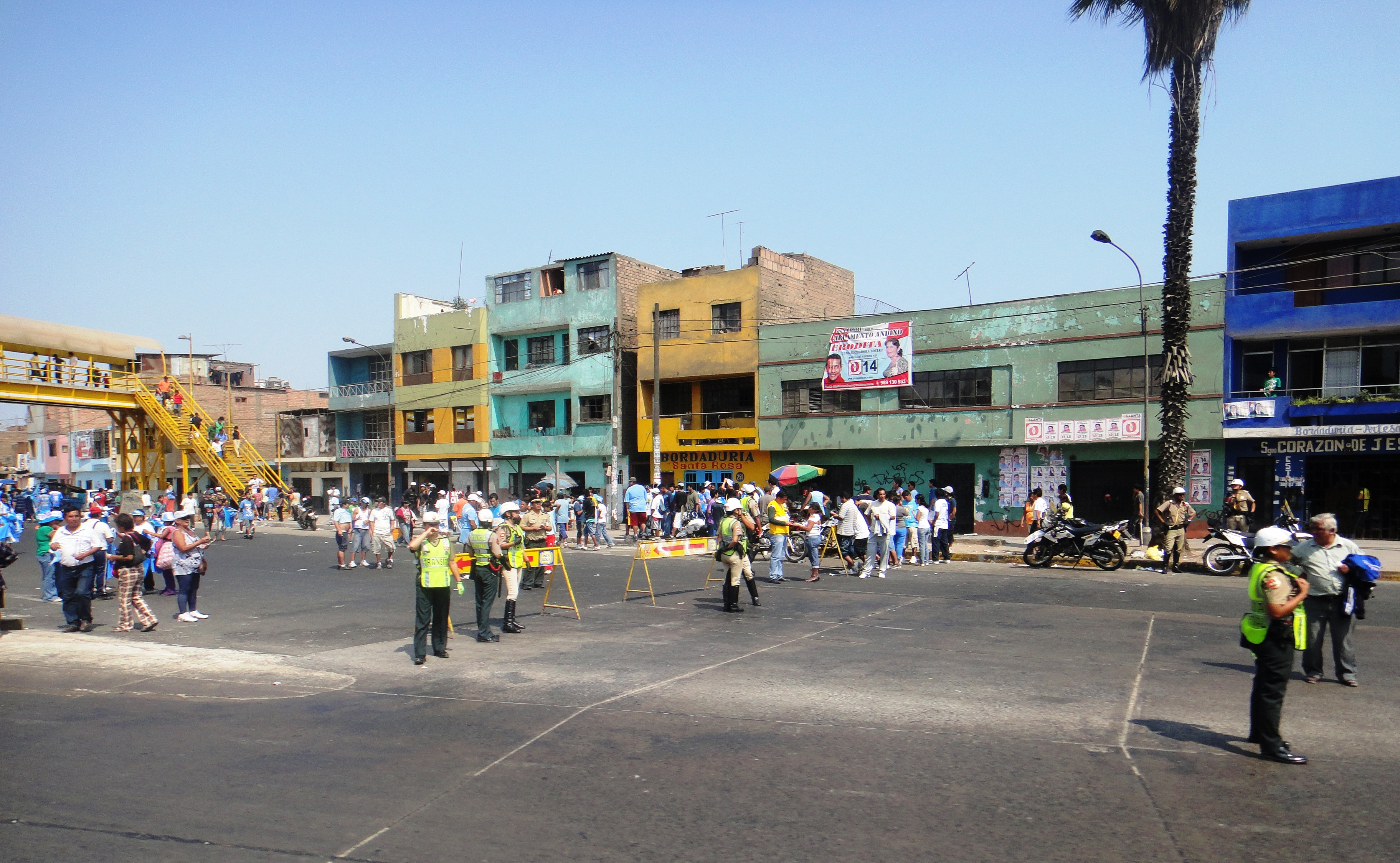
Panamericana en San Martín de Porres, al norte de Lima

Entre Ancón (un balneario al norte de la ciudad de Lima) y Chancay (un poblado cercano a Huacho), hay dos variantes llamadas el "Serpentín de pasamayo": una pasa serpenteando por los cerros al borde del mar (Carretera Nacional  PE-1NA ) y es destinada a vehículos de carga pesada. La otra se desarrolla a más altura sobre los cerros y dunas de arena, en las Lomas de Ancón (Carretera Nacional  PE-1N ) Conocida como Variante de Pasamayo es destinada a vehículos ligeros y buses interprovinciales, poseyendo características de autopista hasta llegar al valle de Huaral. Conetando con el Distrito de Aucallama Ambas variantes se unen en Chancay donde continúan como autopista hasta Huacho y Paltivica.
En el año 2009 se ha concesionado a empresas privadas, con el fin de convertir en autopista, los tramos que van desde Pativilca (al norte de Huacho), hasta la ciudad de Trujillo y desde ésta hasta la ciudad de Sullana pasando previamente por las ciudades de Chiclayo y Piura. Este último sector ha sido denominado "Autopista del Sol" y abarca los departamentos de La Libertad, Lambayeque y Piura.
Unas de Las Via que conecta como carril de la panamericana en Lima es La Via de Evitamiento de Lima, inicia desde el Óvalo Habich hasta en Trébol de Javier Prado en la Panamericana Sur.  
Hacia el sur, la autopista parte desde Lima, pasando por diferentes balnearios sureños hasta llegar al ingreso a la ciudad de Chincha y actualmente la extensión de la autopista llega hasta la ciudad de Ica (Carretera Nacional  PE-1S ).
Desde Ica la carretera continúa hasta la ciudad de Camaná en el departamento de Arequipa donde se aleja de la costa e ingresa a la sierra hasta llegar al punto conocido como El Intercambior *La Repartición*, muy cerca a la ciudad de Arequipa. Desde Arequipa pasa por las ciudades de Moquegua y Tacna y de ahí avanza hasta la frontera con Chile llegando al puesto fronterizo de La Concordia que está muy cercano a la ciudad chilena de Arica. Ese sector de ingreso a la sierra será evitado con la construcción de la vía Quilca - Matarani y el asfaltado de Camaná - Quilca.
Desde Camaná hay una variante inconclusa que recorre la costa desde esta ciudad, pasando por los puertos de Mollendo e Ilo hasta conectarse con la ciudad de Tacna y que constituye la Carretera Nacional  PE-1SA , llamada también "Costanera".
Los departamentos que atraviesa la Carretera Panamericana en el sector peruano (de norte a sur) son: Tumbes (ramal que parte de Huaquillas en Ecuador y Aguas Verdes en Perú), Piura (ramal principal que parte de Macará en Ecuador y sector Puente Internacional - distrito Suyo en Perú), Lambayeque, La Libertad, Áncash, Lima, Ica, Arequipa, Moquegua y Tacna.

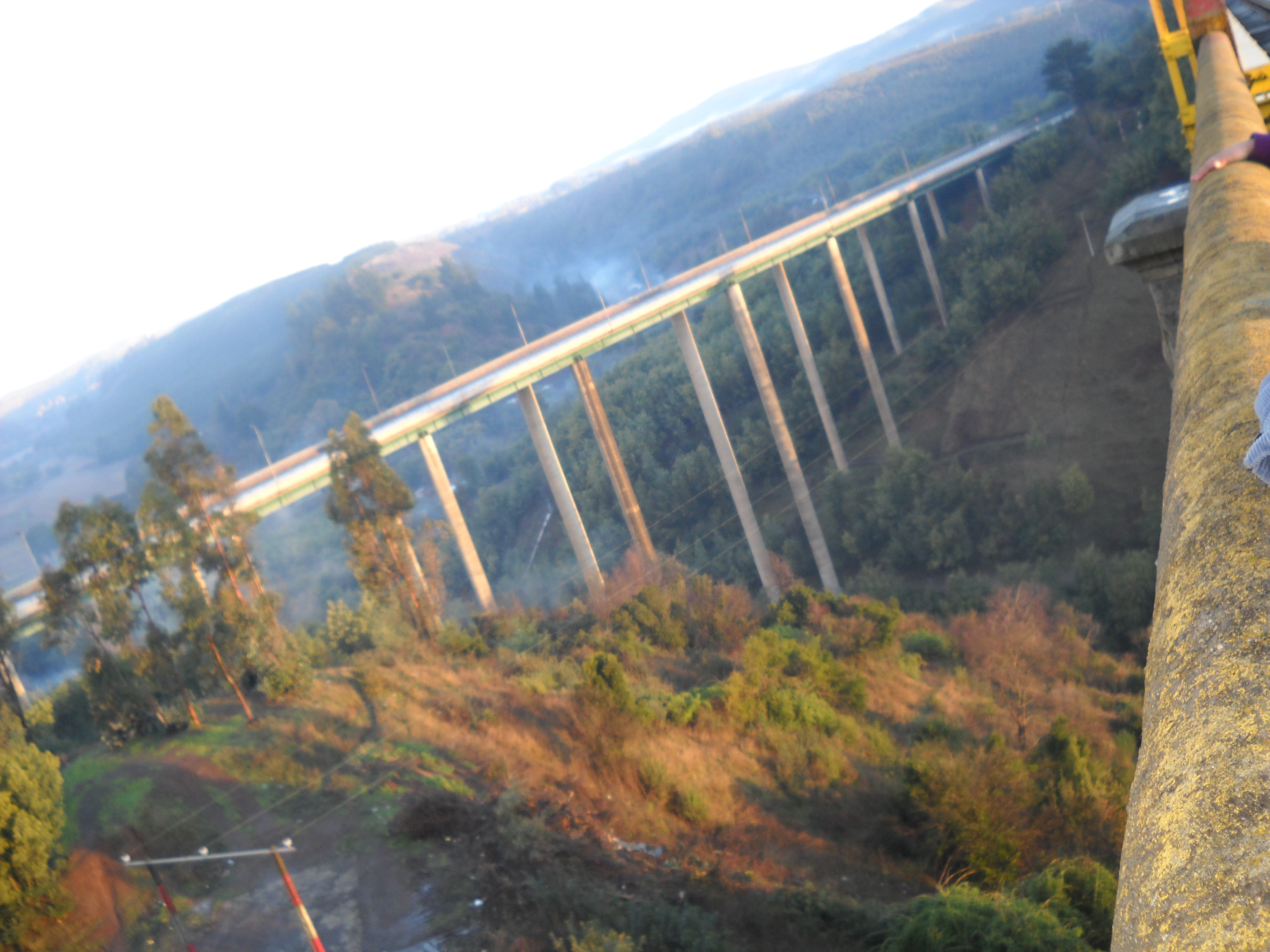
Panorámica del puente carretero sobre el río Malleco, desde el Puente Ferroviario de Collipulli.

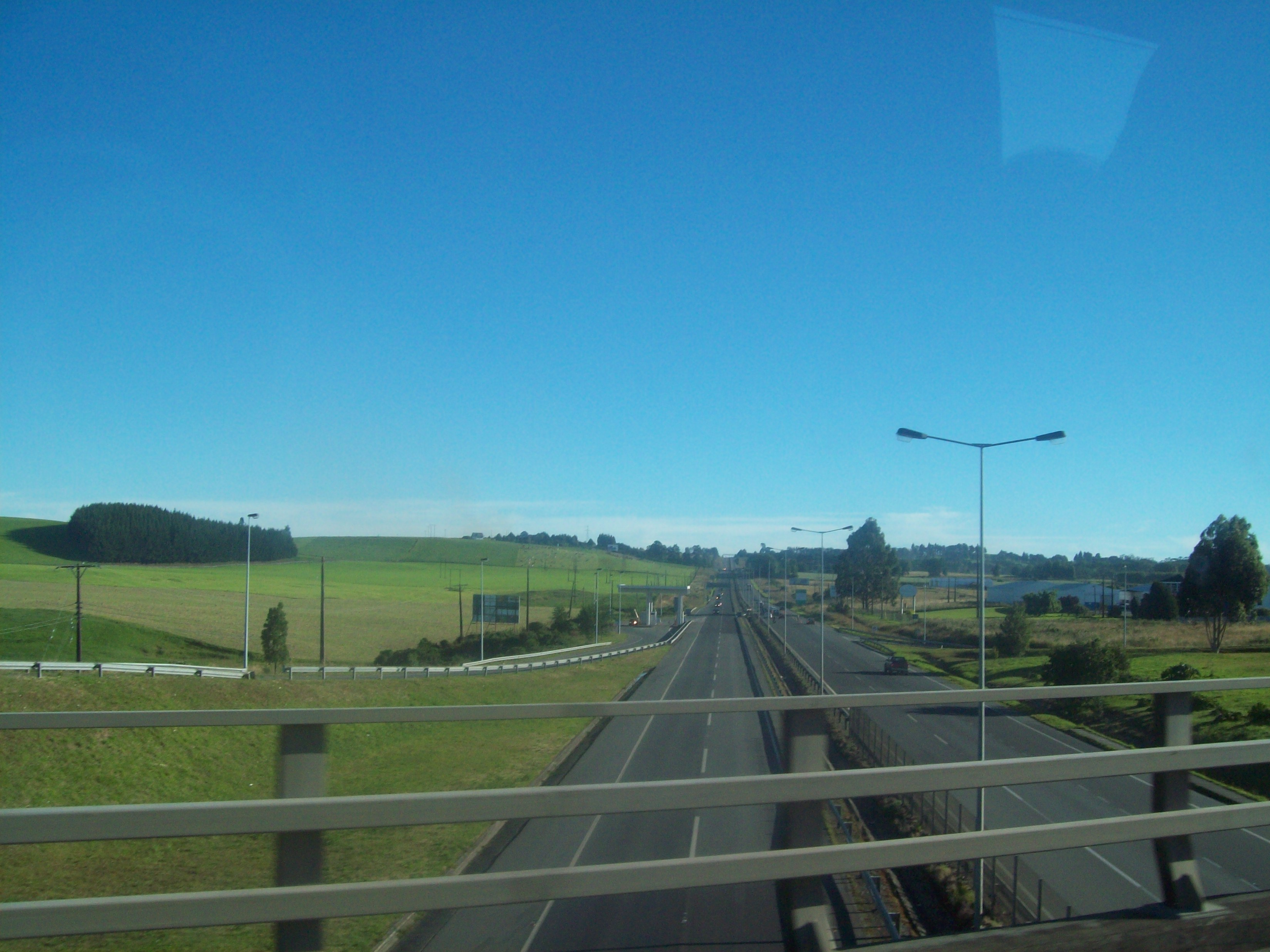
Ruta panamericana desde Llanquihue.

Las ciudades más importantes que recorre la Carretera Panamericana en el Perú son:

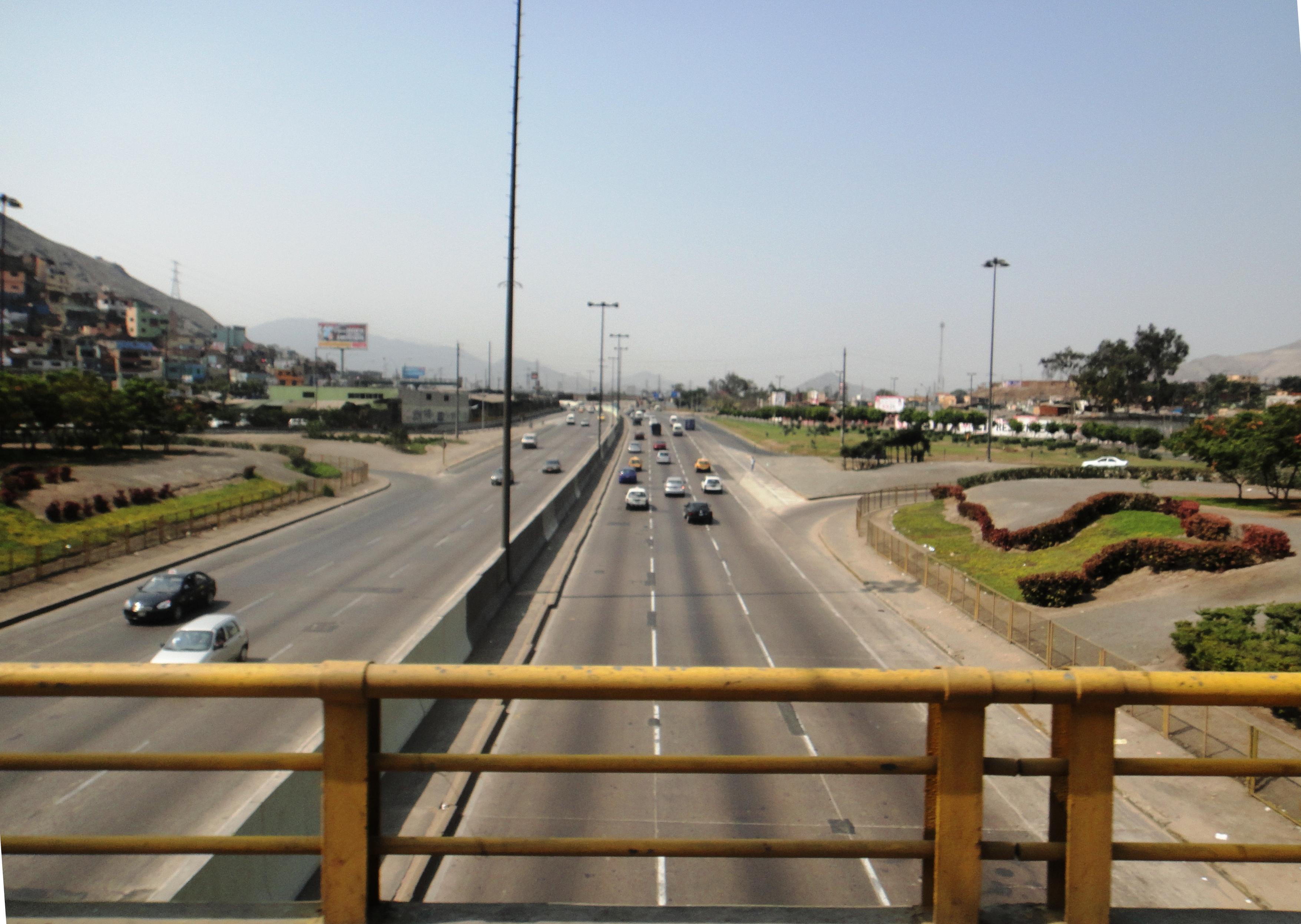
Vía de Evitamiento
(Puente Huáuco) Cercado de Lima.

- PAN   PE-1N  Piura ( Piura)
- PAN   PE-1N  Lambayeque ( Lambayeque)
- PAN   PE-1N  Chiclayo ( Lambayeque)
- PAN   PE-1N  Pacasmayo ( La Libertad)
- PAN   PE-1N  Trujillo ( LI-104   LI-720 ) ( La Libertad)
- PAN   PE-1N  Chimbote ( Áncash)
- PAN   PE-1N  Pativilca ( Lima)
- PAN   PE-1N  Huacho ( Lima)
- PAN   PE-1N  Chancay ( Lima)
- PAN   PE-1N  Lima ( Lima)
- PAN   PE-1S  Lima ( Lima)
- PAN   PE-1S  Cerro Azul ( Lima)
- PAN   PE-1S  Chincha ( Ica)
- PAN   PE-1S  Ica (Ica)
- PAN   PE-1S  Nazca ( Ica)
- PAN   PE-1S  Camaná ( Arequipa)
- PAN   PE-1S  Arequipa ( Arequipa)
- PAN   PE-1S  Moquegua ( Moquegua)
- PAN   PE-1S  Tacna ( Tacna)

#### Chile

Cartel utilizado en Argentina y Chile para señalar el tránsito de los automovilistas por Carretera Panamericana.

En su paso por Chile, recorre aproximadamente 3363 km completamente pavimentados y el 44,30 % de ellos en estándar de autopista. Recorre desde el límite con Perú, muy cerca a la ciudad de Arica, hasta la ciudad de Quellón, donde recorre pampas y el desierto de Atacama en el Norte Grande, valles y montañas en el Norte Chico y Centro de Chile, para adentrarse en amplios valles en el Centro Sur, y bosques y praderas en el Sur de Chile, hasta la ciudad de Puerto Montt, donde se divide la carretera continuando su tramo Panamericano hasta el canal de chacao para cruzar a la Isla Grande de Chiloé.
En su paso por Chile, la carretera tiene su kilómetro cero en el paso bajo nivel bajo la Alameda Bernardo O'Higgins, la vía más importante de la capital chilena. Esta previsto prolongar el tramo de autopistas de la denominada longitudinal norte. Todo lo anterior incrementaría en casi 700 km el estándar de autopista a la Carretera Panamericana. 
En la ciudad de Arica parte un ramal hacia las ciudades de La Paz y Santa Cruz (Bolivia), que finaliza en el puerto de Santos (Brasil). Mientras que en la localidad de Llay Llay nace una ramal en dirección a Mendoza y Buenos Aires (Argentina).
Las ciudades más importantes que cruza son:
- Arica
- Iquique
- Antofagasta

Desde este punto, la ruta es concesionada a través de autopista:
- Copiapó
- La Serena
- Coquimbo
- Santiago
- Rancagua
- Curicó
- Talca
- Chillán
- Los Ángeles
- Temuco
- Osorno
- Puerto Montt

Por el archipiélago de Chiloé:
- Ancud
- Castro
- Quellón

#### Argentina

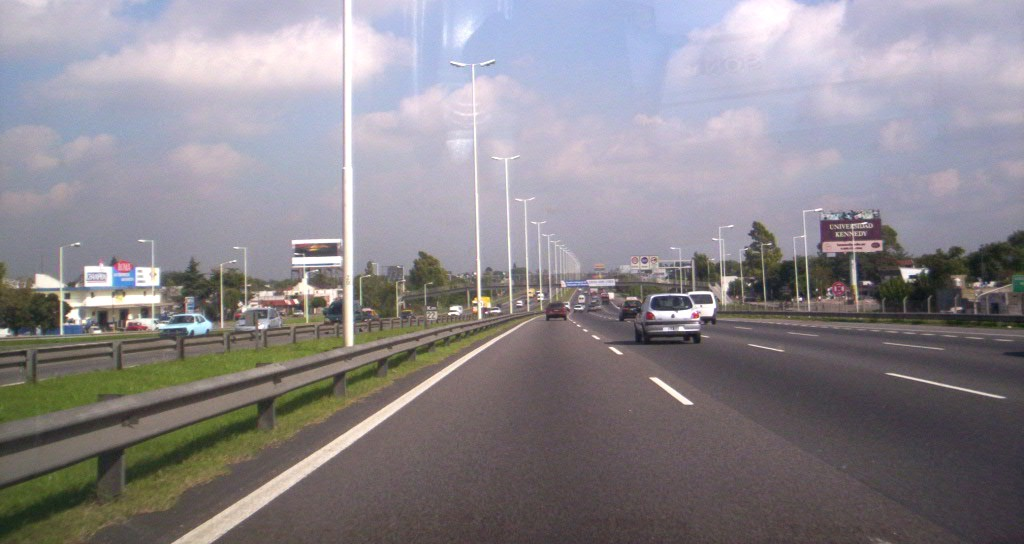
Ruta Nacional 7 en el kilómetro 22, perteneciente al partido de Morón. En este sector es una autopista de 4 carriles por lado.

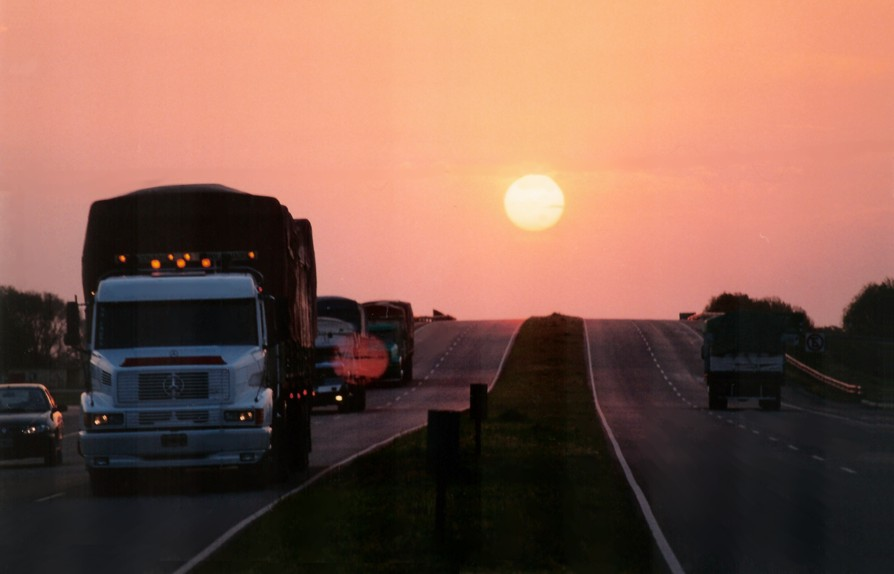
Camiones en la ruta nacional 7 en Junín.

En Argentina el principal ramal de la Carretera Panamericana lo constituye la ruta nacional 7, principal corredor bioceánico entre Chile y Argentina, uniendo las capitales de ambos países: Santiago y Buenos Aires:
- Mendoza
- San Luis
- Junín
- Buenos Aires

Otro ramal pasa por el centro del país, utilizando un tramo de la ruta nacional 9: 
- Córdoba
- Rosario
- Buenos Aires

Desde la Avenida General Paz, en Buenos Aires, continúa:
- al oeste, la Ruta Nacional 3, que en 3045 km atraviesa de noreste a sudoeste la provincia de Buenos Aires, y continúa en forma prácticamente paralela a la costa patagónica hasta la ciudad de Ushuaia. Debido a la presencia del Estrecho de Magallanes, el acceso entre las provincias de Santa Cruz y Tierra del Fuego se efectúa por Chile, mediante la Ruta CH-255 y Ruta CH-257. El cruce del Estrecho de Magallanes se realiza mediante ferris.
- Bahía Blanca
- Viedma
- Trelew
- Comodoro Rivadavia
- Caleta Olivia
- Piedrabuena
- Río Gallegos
- Río Grande
- Tolhuin
- Ushuaia

### Troncales
Existen varios tramos o troncales de gran importancia:
- Un segundo ramal nace en el Perú, atraviesa Bolivia y la Argentina y finaliza en Buenos Aires.
- Desde Buenos Aires nacen tres ramales: uno en dirección a Uruguay, donde pasa por Montevideo y continúa hasta el interior de Brasil, y otro tramo va hacia la ciudad de Asunción, Paraguay, un tercer tramo lo conforma la Ruta Nacional RN 3, que une Buenos Aires con la ciudad de Ushuaia.
- Las autopistas que forman parte del Sistema Panamericano en América del Sur son la vía que une a Lima con Brasilia, que se plantea ampliar hasta la costa del Atlántico brasileño.

#### Bolivia
En la vía hacia Lima, hay un desvío internacional que dirige a Puno y Desaguadero y de ahí a La Paz por Tiwanaku y Copacabana, municipios como Achacachi, Laja y El Alto, y para salida (es decir dirigir a Chile) se va a los municipio de Viacha, Calamarka, Ayo ayo y Patacamaya donde se dirige a Arica e Iquique.
Hay un corte al cruzar Patacamaya, dirigiéndose a la vía bioceánica con Oruro y Cochabamba.

#### Chile
Por la Carretera Austral:
- Chaitén
- Coyhaique
- Punta Arenas (por vía Argentina, aparte del trazado de la Austral)

#### Argentina
- Ushuaia
- Trazo secundario: al norte de la ciudad de Buenos Aires, se inicia la Ruta Nacional 9, que continúa en Bolivia y Perú hasta Lima. Hasta la ciudad de Rosario es una autopista (otra autopista une dicha ciudad con la de Córdoba), y desde Rosario nace un tramo que en dirección norte llega hasta Asunción. En Zárate se abre otra ruta que cruza el Paraná por el Puente Zárate-Brazo Largo, atraviesa Entre Ríos, Uruguay y llega a Montevideo, continuando hacia el sur de Brasil.

## Galería

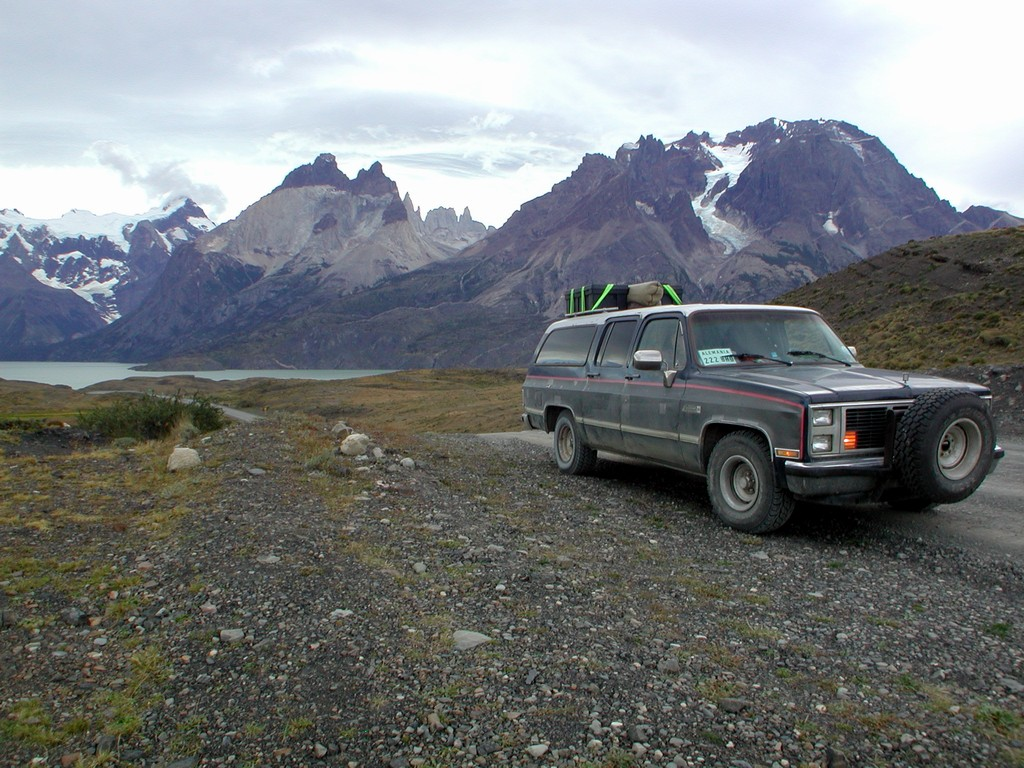
Este GMC Suburban logró recorrer toda la Panamericana desde Prudhoe Bay, Alaska a Ushuaia, Tierra del Fuego.
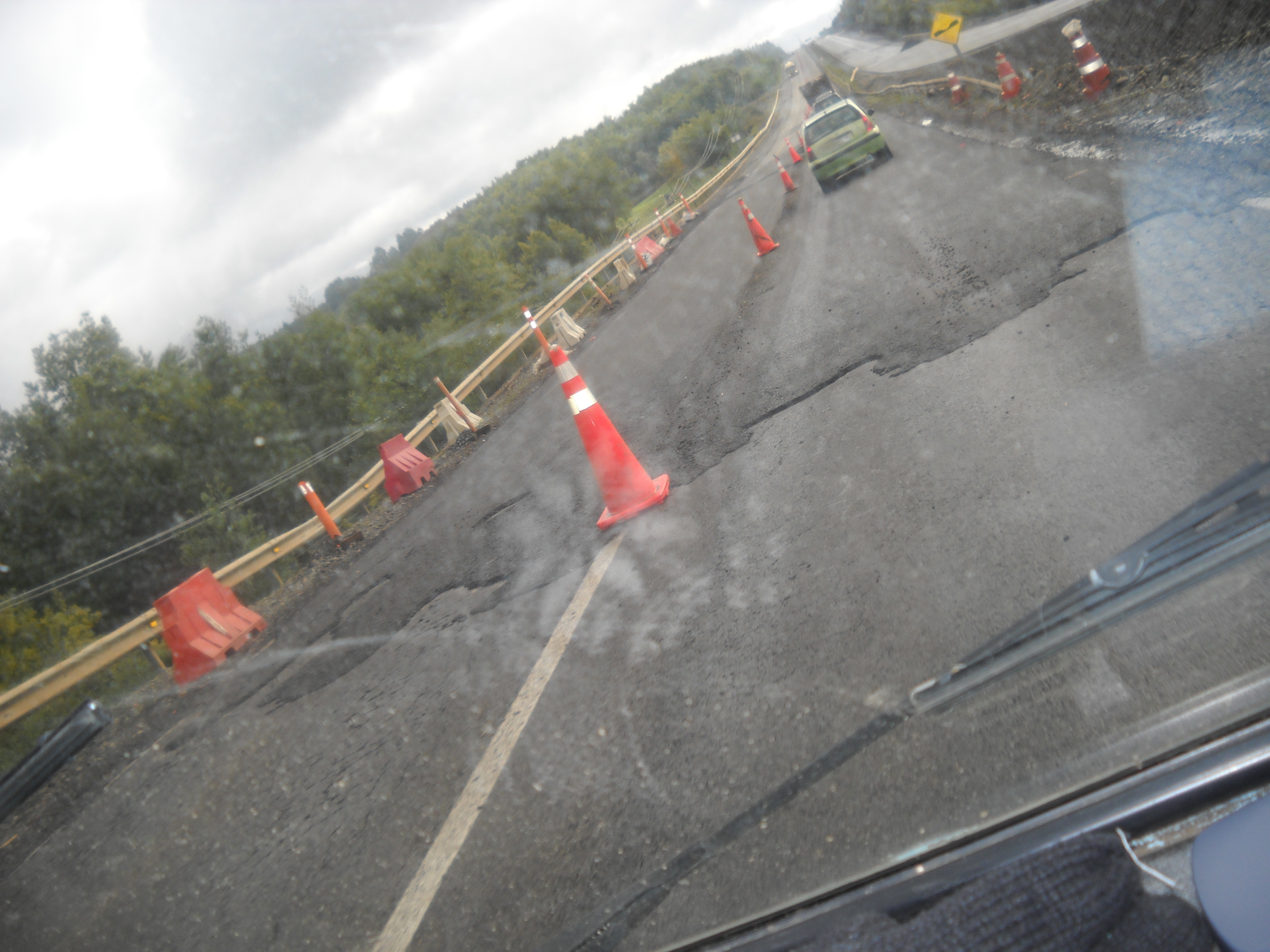
Ruta del Bosque (tramo de la ruta panamericana en la Región del Biobío, Chile), destruida por el Terremoto del 27 de febrero, cerca de Los Ángeles.

## El papel de Brasil en el proyecto de la carretera Panamericana
Respaldada por el presidente brasileño Washington Luis, el 16 de abril de 1928 partió sobre dos Ford Modelo T desde Río de Janeiro la «Expedición brasileña de la Carretera Panamericana», con la misión de explorar y diseñar una ruta que uniera las tres Américas. Era comandada por el Teniente del Ejército Leonidas Borges de Oliveira, apoyada por el observador Francisco Lopes da Cruz, y el mecánico Mario Fava. Luego de recorrer 28 000 km en buena parte hasta ese momento desconocidos, llegaron a Nueva York, para posteriormente regresar al Brasil, no sin antes participar en desfiles junto a Eliot Ness, el revolucionario nicaragüense Augusto César Sandino, el presidente de Estados Unidos Franklin Delano Roosevelt, y el pionero de la industria del automóvil Henry Ford.

## Proyectos
Colombia inició en 2008 el proyecto "Transversal de América" el cual aportaría un tramo a la carretera Panamericana, este proyecto consiste en la construcción de la carretera faltante entre Palo de Letras (hito sobre la línea fronteriza entre Colombia y Panamá) y el lugar conocido como Lomas Aisladas (Antioquia), así también la pavimentación de la carretera desde Lomas Aisladas hasta El Tigre (Antioquia). En 2010 se hizo la adjudicación del trazado incluyendo el pedazo mencionado pero bajo espera de las licencias ambientales respectivas ya que este trazado atraviesa el parque nacional Natural de Los Katíos que a su vez hace parte del Tapón del Darién. Las licencias no fueron otorgadas, así que quedó establecida solo la construcción hasta el Río Atrato, a 29 km de la frontera con Panamá. A descartar el Hito "palos de letras" se proyecta en un futuro que la vía comience desde la jurisdicción del Municipio Acandí en el lado caribeño del Darién; la carretera Transversal de América terminará en la entrada al parque nacional Natural de Los Katíos.
En Chile está en construcción el Puente de Chacao, que se unirá a la Ruta 5, tramo chileno de la Carretera Panamericana. Este puente terminará la interrupción entre el Canal de Chacao y la ruta.